# Assassinat de John F. Kennedy
Pour les articles homonymes, voir Assassinat de Kennedy.
Ne doit pas être confondu avec Assassinat de Robert F. Kennedy.
L’assassinat de John F. Kennedy, trente-cinquième président des États-Unis, a lieu le vendredi 22 novembre 1963 à Dallas (Texas) à 12 h 30 CST, soit 18 h 30 UTC. Le cortège présidentiel traverse à vitesse réduite le centre de la ville. Lorsque la voiture présidentielle, décapotée, passe sur Dealey Plaza, John F. Kennedy est mortellement blessé par des tirs d'armes à feu. 
Une heure et demie après la fusillade, un homme, Lee Harvey Oswald, est arrêté dans un cinéma pour avoir tué un policier, J. D. Tippit. Identifié comme un des employés du dépôt de livres scolaires, bâtiment d'où on a tiré sur le cortège selon des témoins, et au cinquième étage duquel on a retrouvé un fusil à lunette lui appartenant, il est considéré par la police de Dallas comme le principal suspect de l'assassinat du président. Deux jours après seulement, lors de son transfert à la prison de Dallas, il est à son tour assassiné par Jack Ruby, propriétaire d'une boîte de nuit.
Afin de dissiper les doutes et interrogations concernant un complot d'assassinat, le nouveau président Lyndon B. Johnson nomme une commission d'enquête chargée de faire la lumière sur les faits. Les conclusions de la commission Warren, établissant la seule culpabilité d'Oswald dans l'assassinat, n'empêchent pas les contestations et critiques qui se focalisent sur la non prise en compte de témoignages et de pièces du dossier, ainsi que sur la théorie de la balle unique, selon laquelle une seule balle aurait causé trois blessures en traversant le corps de Kennedy et du gouverneur texan John Bowden Connally.
Les conclusions officielles sont également remises en cause lors de l'enquête du procureur Jim Garrison, ce qui aboutit à un procès retentissant mettant en accusation l'homme d'affaires Clay Shaw pour conspiration d'assassinat. En 1976, une seconde commission d’enquête, le House Select Committee on Assassinations, est chargée de réexaminer les pièces et éléments sur l'assassinat de John Kennedy. Tout en confirmant l'essentiel des conclusions du rapport Warren, elle conclut cependant à la présence d'un second tireur et par conséquent à la probabilité d'un complot.
L'assassinat du président Kennedy suscite un nombre important d'ouvrages soutenant soit les conclusions du rapport de la commission Warren, soit l'hypothèse de plusieurs tireurs, et est l'objet de plusieurs romans et films (dont le plus connu est JFK d'Oliver Stone, fondé en grande partie sur l'enquête de Jim Garrison).

## Contexte

### Élection et popularité
John Fitzgerald Kennedy, né en 1917, accède à la présidence des États-Unis en 1960, en réussissant tout d'abord à s'imposer face aux ténors du Parti démocrate, tels que les sénateurs Hubert Humphrey, Lyndon B. Johnson et Adlai Stevenson, puis en battant de justesse le candidat républicain, Richard Nixon.
Malgré cette victoire à l'arraché (à propos de laquelle un rapport du FBI de mars 1960 fait état du soutien financier accordé au candidat démocrate par des membres de la mafia de Chicago dont Joe Fischetti, un associé de Sam Giancana), Kennedy devient rapidement un président très populaire quoique controversé.
Sa popularité est due à sa jeunesse, sa maîtrise des médias, son dynamisme (il crée notamment le concept de Nouvelle Frontière qui donne un objectif aux États-Unis : envoyer un Américain sur la Lune) et les espoirs de paix qu'il semble incarner dans les temps troublés de la guerre froide. Le couple qu'il forme avec son épouse Jackie, ainsi que son approche simple et directe, achèvent de faire de Kennedy l'incarnation des espoirs d'une génération qui veut sortir de la guerre froide.

### Critiques sur sa politique intérieure et extérieure
Sa politique, aussi bien étrangère qu'intérieure est perçue par les conservateurs comme « molle » à l'égard du communisme. Pourtant, entré en fonction en janvier 1961, Kennedy lance en mars un important programme d’armement et se déclare prêt à s'opposer à la progression du communisme.
Kennedy accepte l'exécution du plan d'invasion de Cuba préparé par la CIA mais l'opération, connue sous le nom de débarquement de la baie des Cochons, est un fiasco retentissant qui entraîne le limogeage d'Allen Dulles, directeur de la CIA. C'est lui, avec les exilés cubains, qui paie le prix fort de cet échec. La droite américaine rend Kennedy directement responsable de la situation, pour avoir refusé le soutien aérien de l'United States Air Force lors du débarquement.
Fin octobre 1962, la crise des missiles de Cuba est l'occasion de montrer qu'il peut résister fermement à l'Union soviétique.
Au Viêt Nam, considéré comme un point chaud de la lutte contre l'avancée du communisme, il permet le renversement de Ngô Đình Diệm, hostile à l'intervention directe des États-Unis, par une clique de généraux corrompus, alors que, d'autre part il semble envisager la possibilité d'évacuer les conseillers militaires de l'armée en 1964.
Sur le plan intérieur, le point le plus novateur de la politique de l'administration Kennedy est le processus de déségrégation raciale.
Lorsqu'en novembre 1963, Kennedy entame sa campagne en vue de sa réélection par un voyage au Texas, il est un président très populaire, mais sa politique est dénoncée par la droite réactionnaire et certains représentants le considèrent comme un traître. Il compte des ennemis d'un bord à l'autre de l'échiquier politique, de Castro aux Cubains anti-castristes et à la CIA, qui ne lui pardonnent pas l'épisode de la baie des Cochons, en passant par la mafia qui commence à souffrir des coups de boutoir du département de la Justice sous les ordres du procureur général, Robert Kennedy, sans oublier les nombreux groupes d'extrême droite comme la John Birch Society.

### Dallas

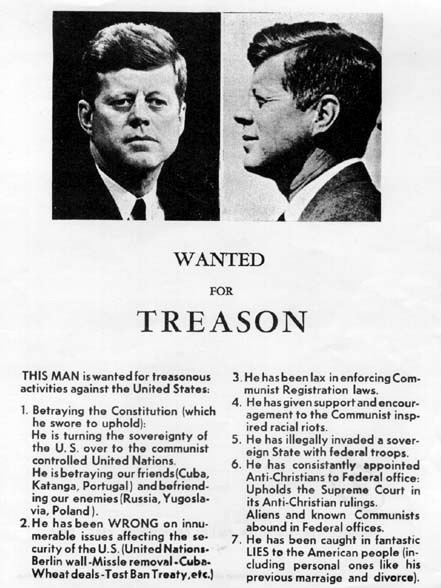
Affiche de propagande accusant Kennedy de trahison.

En 1963, Dallas est un bastion de la droite radicale américaine, qui hait profondément Kennedy pour sa mollesse apparente contre les communistes intérieurs et extérieurs ainsi que pour sa position sur les droits civiques,. Les magnats locaux sont opposés à ses positions sur la redistribution et l'intervention étatique dans l'économie,.
Le 24 octobre 1963, Adlai Stevenson, ambassadeur auprès des Nations unies, est pris à partie par des extrémistes, recevant des crachats et même un coup de pancarte d'une manifestante. Des chants haineux sont également récités,,,,. Cet incident l'incite à conseiller à Kennedy d'annuler son voyage. D'autres observateurs, également au fait du climat régnant à Dallas, envoient le même avertissement, tels que Billy Graham, Ralph Yarborough et William Fulbright. Cependant, le président ne veut pas passer pour un lâche,,.
Le jour même de la visite de Kennedy, des affiches l'accusant de trahison sont collées dans Dallas et le Dallas Morning News publie un article, bordé de noir, critiquant violemment la politique de Kennedy,.

## Faits

### Voyage à Dallas
Le président Kennedy choisit de visiter Dallas le 22 novembre 1963 dans le cadre d’une tournée électorale de deux jours au Texas, État du Sud qui lui résiste. Le motif de cette tournée est la levée des fonds pour la campagne présidentielle démocrate et la préparation de sa réélection lors du scrutin de 1964. Le 21 novembre à 10 heures 45, le président accompagné de son épouse, Jacqueline (en dépit de son état dépressif consécutif de la mort de son fils Patrick le 9 août 1963, John Fitzgerald ayant réclamé la présence de son épouse dont la popularité doit l'aider à rallier cet État important) quittent la Maison-Blanche à bord de l'hélicoptère Marine One pour se rendre à la base aérienne Andrews Air Force Base d'où ils embarquent dans l'avion présidentiel Air Force One qui les emmène à San Antonio.

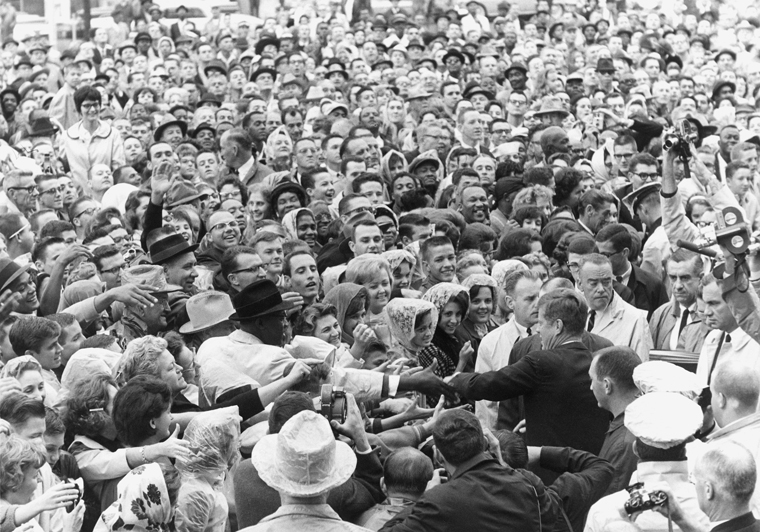
Le président John Kennedy prenant un bain de foule le matin du 22 novembre 1963 à Fort Worth.

Le président défile dans la ville puis se rend dans le comté de Brooks pour y inaugurer une base américaine de médecine aéronautique. Enfin, il prononce un discours au Rice Stadium de Houston, le couple passant la nuit à l'Hotel Texas. Dès sa sortie de cet hôtel de Fort Worth le matin du 22 novembre, Kennedy prend un bain de foule puis embarque dans Air Force One à destination de Dallas. À 11 h 33 sur l'aérodrome Dallas Love Field, le couple Kennedy apparaît en haut de la passerelle.

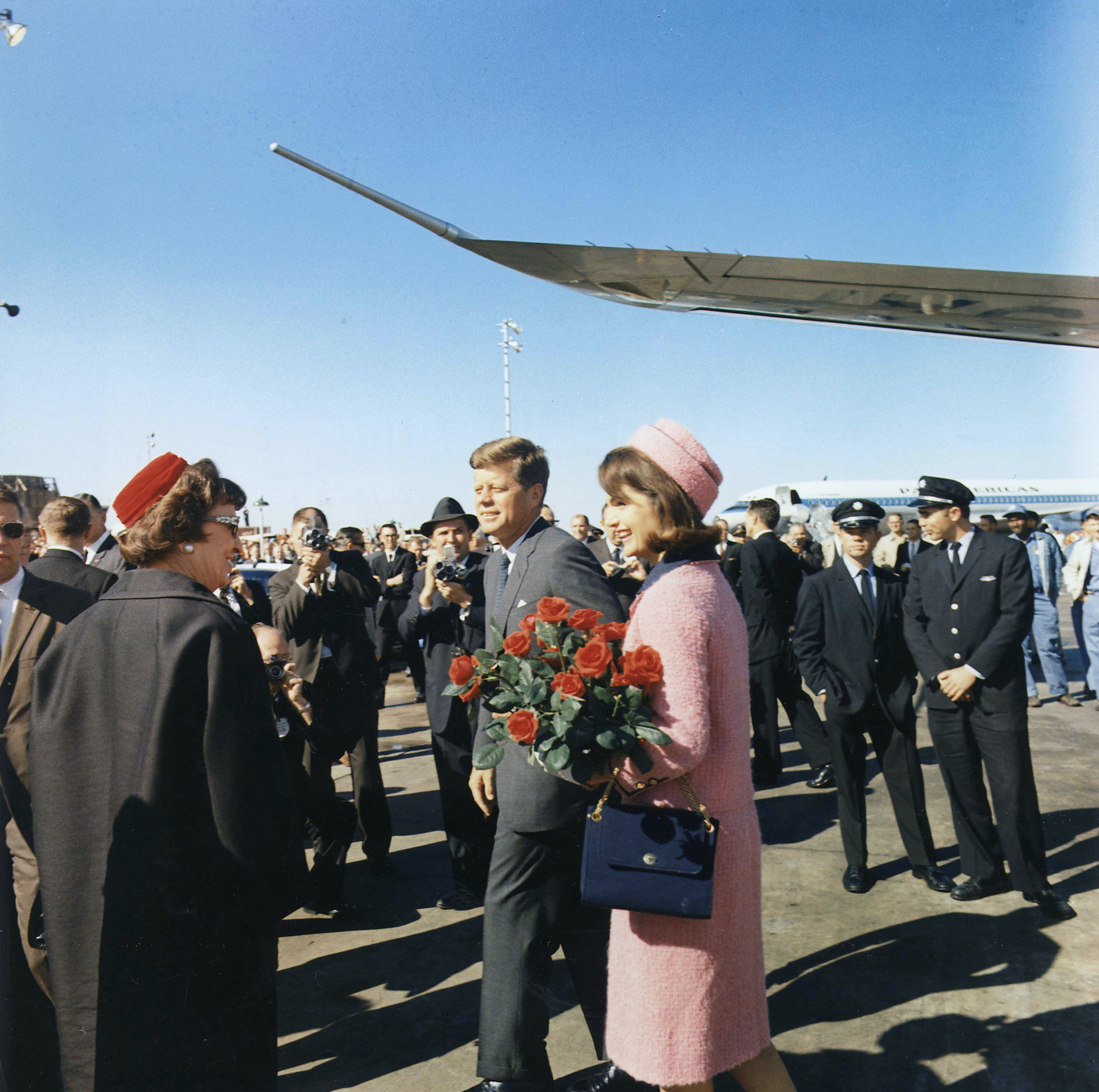
Arrivée à l'aéroport de Dallas du couple présidentiel. Jackie, en recevant de l'épouse du maire de Dallas un bouquet de roses rouges assorti à son tailleur, verra rétrospectivement dans cette gerbe rouge un signe prémonitoire, car elle avait été accueillie les trois fois précédentes au Texas par des roses jaunes symboles de cet État.

Le cortège présidentiel de Dallas, parti à 11 h 55 de l'aérodrome, doit traverser la ville et amener le président au Dallas Market Center (en) pour un déjeuner. La voiture est une Lincoln Continental décapotable de 1961. Dans la voiture du président, outre lui et son épouse Jacqueline Kennedy dans son tailleur rose poudré, ont pris place le gouverneur du Texas, John Bowden Connally et son épouse Nellie, ainsi que deux agents du Secret Service (département chargé de la sécurité présidentielle), Roy Kellerman et Bill Greer (conducteur).
Dallas est considérée comme une destination relativement risquée car peu acquise aux idées de Kennedy : elle est l'une des plus grandes villes du Texas, un État où la ségrégation raciale était appréciée jusqu'à ce que Kennedy y mette fin en 1962 ; le Texas faisait partie des États confédérés ayant combattu lors de la guerre de Sécession pour le maintien de l'esclavage ; c'est pourquoi le voyage du président Kennedy est important et symbolique.
Il s'agit de montrer après les émeutes qu'il reste le président aussi bien du Nord que du Sud ; Kennedy sait le voyage risqué, et se demande plusieurs fois s'il faut vraiment le faire[réf. nécessaire]. Son épouse Jackie l'en persuade : le Texas est certes un État sudiste hostile aux Kennedy, mais passe pour moins réactionnaire que les États du Sud situés à l'est du Mississippi (l'Alabama, par exemple), et l'un de ses deux sénateurs n'est autre que le vice-président Lyndon B. Johnson. Ainsi, Kennedy, malgré quelques doutes, peut être rassuré. Caractéristique de cette atmosphère chargée, un journal local publie, le jour du déplacement de Kennedy, un encart critiquant le président avec une grande violence, et Adlai Stevenson, ambassadeur des États-Unis aux Nations unies a été agressé lors d’une manifestation au début du mois.
C'est pourtant une ville amicale que le cortège présidentiel traverse, acclamé par une foule enthousiaste, avec très peu de manifestations hostiles. Le président Kennedy, alors en campagne, avait réclamé que sa voiture circule lentement (17,5 km/h au moment de l'assassinat) et soit décapotée (toit en plexiglas transparent amovible de la Lincoln), faisant même arrêter le convoi à deux reprises pour serrer des mains.

### Assassinat

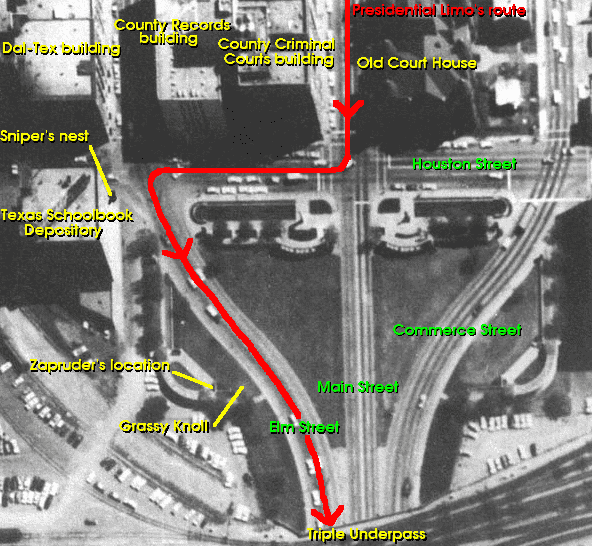
Dealey Plaza. Itinéraire du cortège.

Vers la fin du trajet, le cortège et la voiture du président Kennedy quittent Main Street et tournent à droite sur Houston Street. Après quelques dizaines de mètres, le véhicule présidentiel négocie un virage serré à gauche sur Elm Street, contournant ainsi Dealey Plaza. À ce moment, Nellie Connally, soulagée comme tous les occupants par l'accueil fait au cortège, fait remarquer au président qu’il ne pourra pas dire que Dallas ne l’aime pas.
La voiture qui a fortement décéléré (environ 15 km/h) passe devant le dépôt de livres scolaires (« Texas School Book Depository » ou « TSBD »). Il est 12 h 30. Au devant, à une centaine de mètres se profile le pont de chemin de fer sous lequel passe Elm Street, le Triple Underpass. Dans une des voitures de sécurité, un agent du Secret Service annonce dans un micro que le président arrivera au Trade Mart quelques minutes plus tard.

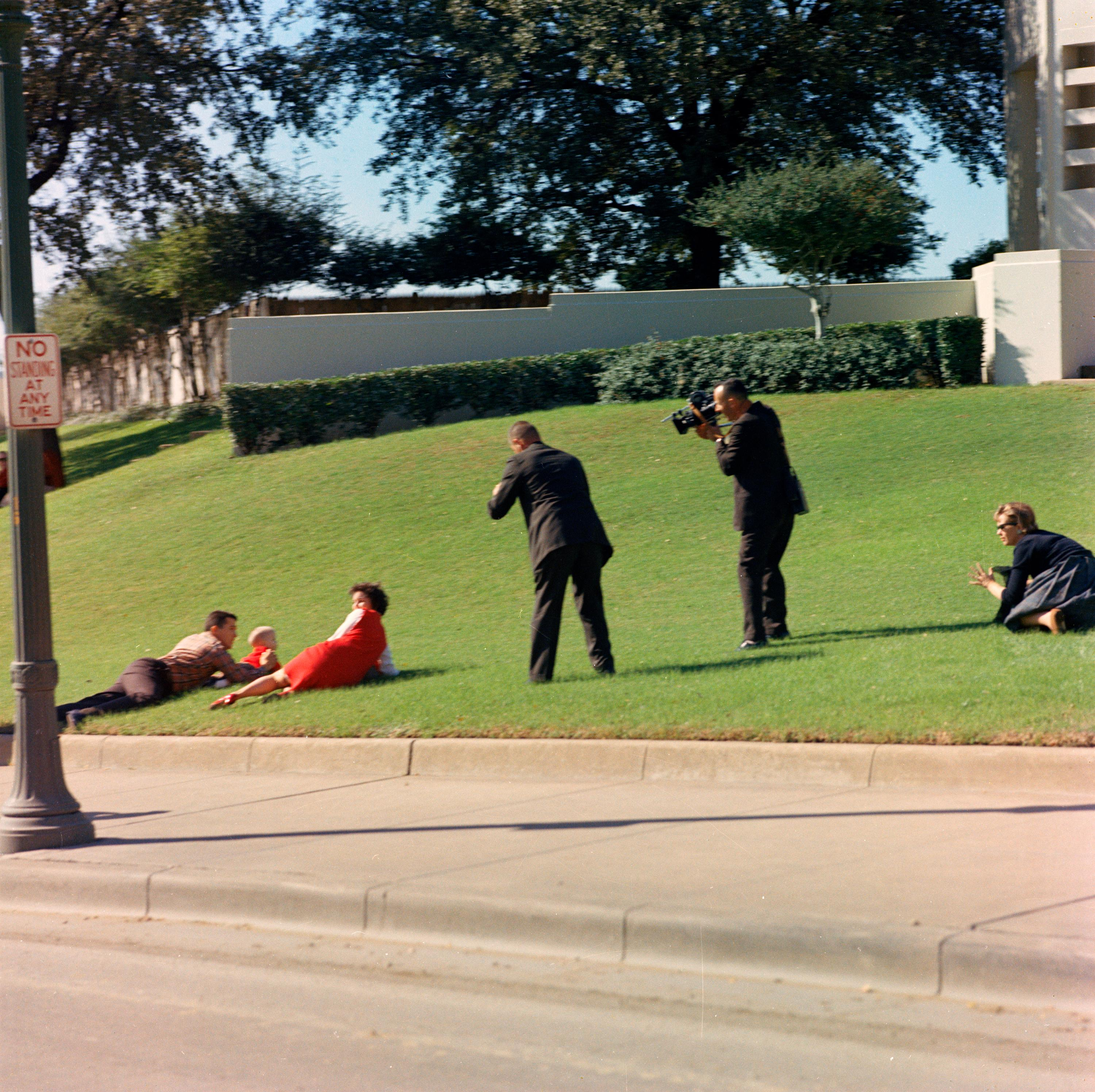
Bill et Gayle Newman, témoins les plus proches, protégeant leurs deux enfants après les coups de feu.

Selon la version officielle de la commission Warren, trois coups de feu sont alors tirés, le deuxième ou le troisième correspondant à une balle qui heurte le bord du trottoir et dont l'éclat de l'impact blesse un spectateur nommé James Tague.
Un coup de feu retentit, qui évoque pour beaucoup un raté de moteur ou l'explosion d'un pétard. Même les agents du Secret Service restent tout d'abord inertes : la photographie numéro 6 prise par Ike Altgens trois secondes avant le tir fatal les montre commençant à peine à réagir. Le président est touché. Beaucoup le voient se tasser légèrement sur son siège et porter les mains à la gorge. Selon la version officielle, une balle l’a frappé dans le haut du dos et est ressortie par la gorge. La blessure de Kennedy due à cette balle est considérée comme grave mais il aurait théoriquement pu y survivre, bien que des médecins déclarent que la santé défaillante (maladie d'Addison et traitement sous corticoïdes) du président aurait été un grave handicap. Le gouverneur John Bowden Connally, assis juste devant le président, est également touché : une balle l'atteint dans le dos à droite de la clavicule droite, traverse le poumon et fracture une côte en ressortant, transperce son poignet droit (le radius est fracturé) puis termine sa course en pénétrant superficiellement sa cuisse gauche. Selon les conclusions officielles de la commission Warren (en 1964) et du House Select Committee on Assassinations (en 1979), la même balle aurait traversé les deux hommes. Une fois touché, le gouverneur Connally s'exclame : « Oh ! Non, non, non ! Mon Dieu ! Ils vont tous nous tuer ! ».
Selon une étude de neurochirurgie parue en 2017, le corset que le président portait en raison de ses douleurs dorsales, et qui lui enserrait le bas du dos et les hanches, pourrait avoir indirectement contribué à l'irrémédiable gravité des impacts, en le ramenant immédiatement en position assise, et donc en position de plus grande vulnérabilité.
Il ne s'est passé que quelques secondes et les agents commencent à réagir. L'agent qui conduit la voiture n'accélère cependant pas immédiatement. Au contraire il se retourne, lâche sans doute l'accélérateur, ce qui a pour conséquence de ralentir la voiture (certains pensent même que le chauffeur a freiné).
Blessé grièvement à la poitrine, le gouverneur John Bowden Connally s'écroule dans les bras de son épouse. Quelques instants après, une deuxième balle atteint le président à la tête, détruisant une bonne partie du cerveau. Les dégâts provoqués sont tels que du sang, des fragments d'os et de la matière cérébrale sont projetés jusqu'à plusieurs mètres de hauteur (des morceaux d'os seront retrouvés par des passants le 23 novembre, notamment par William Harper, étudiant en médecine, à un endroit situé à l'arrière droit de la limousine au moment du tir fatal à la tête du président,). Connally et son épouse, tassés sur les sièges avant, sont aspergés de sang et de particules, de même que le motard de l'escorte officielle, Bobby Hargis et son collègue Martins situés à l'arrière gauche de la limousine. Les témoins présents dont Mary Moorman, Newman, Sitzman et Brehm situés de part et d'autre de la limousine constatèrent la même chose.
Clinton J. Hill, garde du corps de Jacqueline Kennedy, qui se trouve sur le marche pied gauche de la voiture suiveuse, se précipite vers la limousine présidentielle. Non sans mal, il réussit à monter sur le capot arrière. Jacqueline Kennedy quitte la banquette et rampe à quatre pattes sur le coffre arrière de la voiture. Dans un premier temps, elle déclare ne pas se souvenir de cet épisode, mais son garde du corps témoigne par la suite qu'elle est montée sur la plage arrière à la recherche de quelque chose, puis revient à sa place seule (mouvement visible sur le film d'Abraham Zapruder). Arrivée au Parkland Hospital, elle tenait dans ses mains de la matière cérébrale après avoir tenté de la maintenir en place à l'arrière droit du crâne de son époux après avoir placé la tête de ce dernier sur ses genoux.
Le véhicule présidentiel accélère au moment où Clint Hill grimpe sur le coffre arrière avec difficulté où il tente de protéger le couple présidentiel. Le cortège fonce alors vers le Parkland Hospital toute sirène hurlante. Pendant le parcours, Clint Hill situé sur le coffre de la limousine X-100 donne son rapport du 30 novembre 1963 une description de la blessure à la tête du président, qu'il observa de très près alors que la limousine se dirigeait vers le Parkland Hospital : « alors que je m'étais placé en haut de la banquette arrière [de la limousine présidentielle], je remarquais qu'une partie de la tête du président à l'arrière-droit était manquante et qu'il saignait beaucoup. Une partie du cerveau était partie. Je vis un morceau de son crâne, avec des cheveux dessus, sur le siège (...)) ».
Le convoi arrive à 12 h 35. Un cordon de police est déployé pour faire barrage aux badauds qui accourent. Le président respire encore, mais il est déjà moribond et est pris en charge par l'équipe d'urgence du Parkland Hospital. Le gouverneur Connally, qui est gravement blessé au poumon, survit. Le reporter Roy Stamps qui fut présent lors de l'arrivée aux urgences du Parkland Hospital de la limousine présidentielle indiqua que l'arrière de la tête du président était manquante.

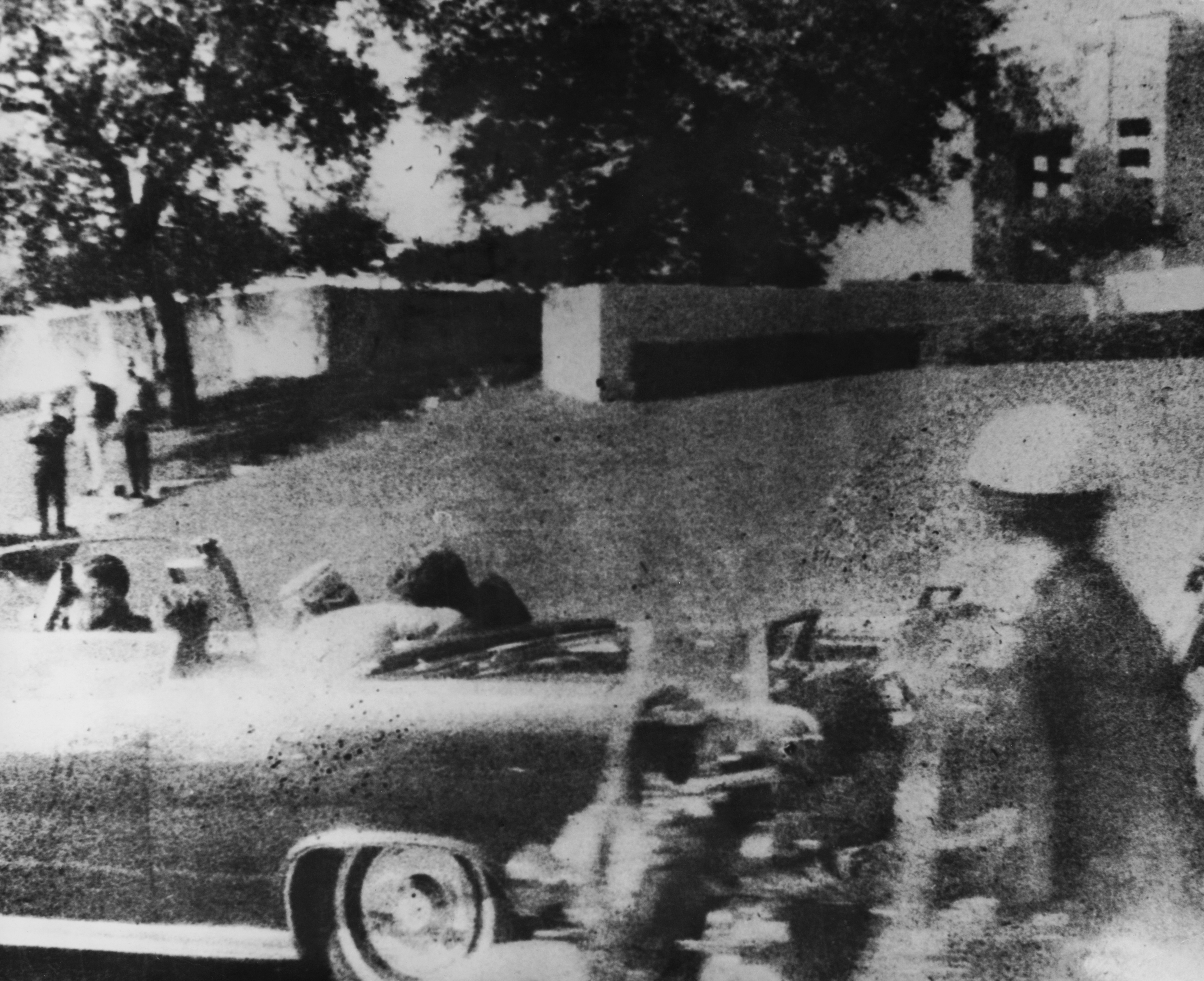
Photo de Mary Moorman.
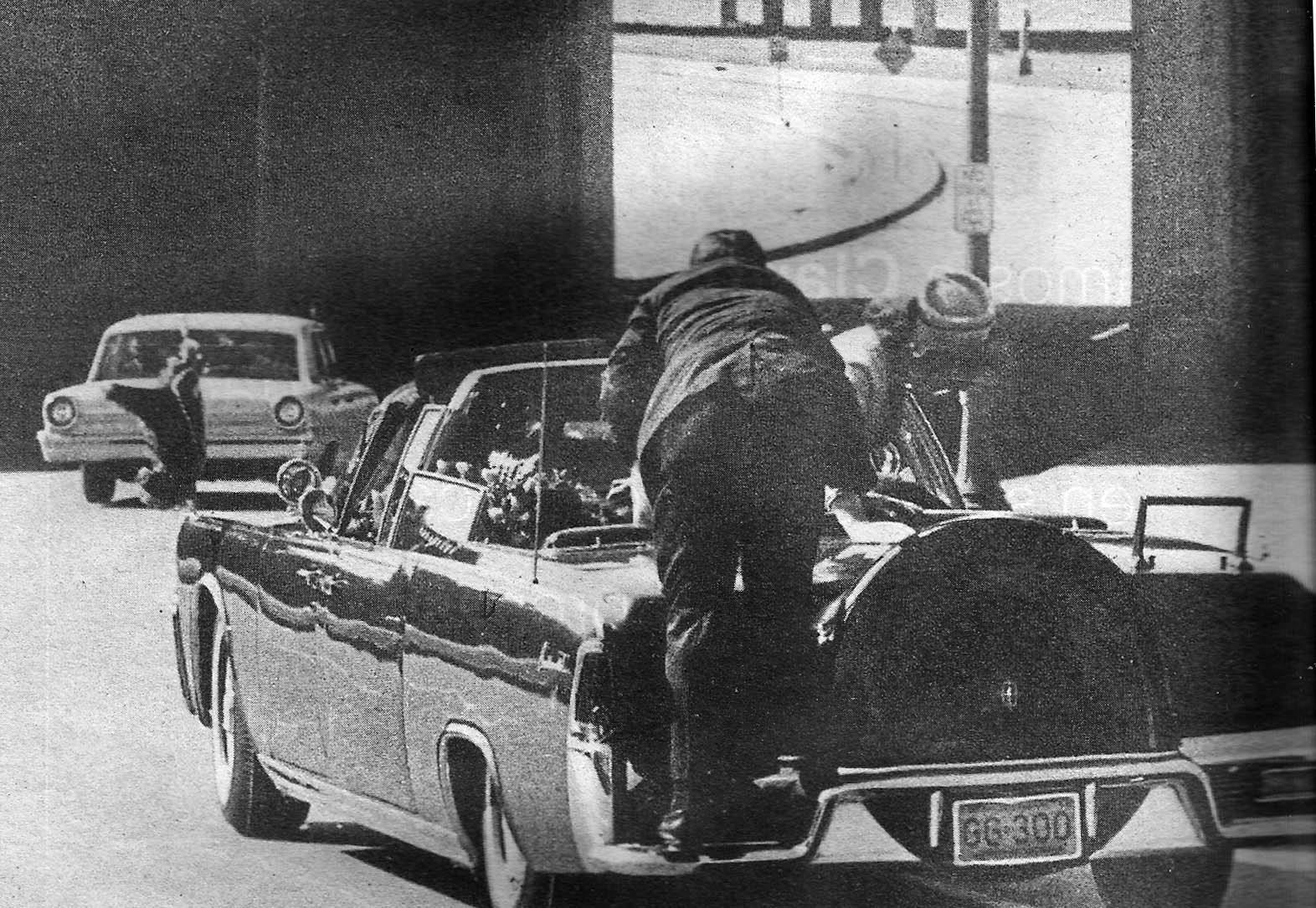
Clint Hill sur le marchepied arrière gauche de la limousine présidentielle.
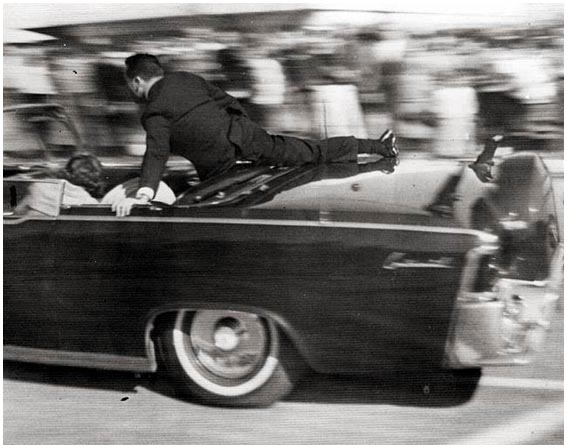
Clint Hill montant sur la banquette arrière de la limousine présidentielle.
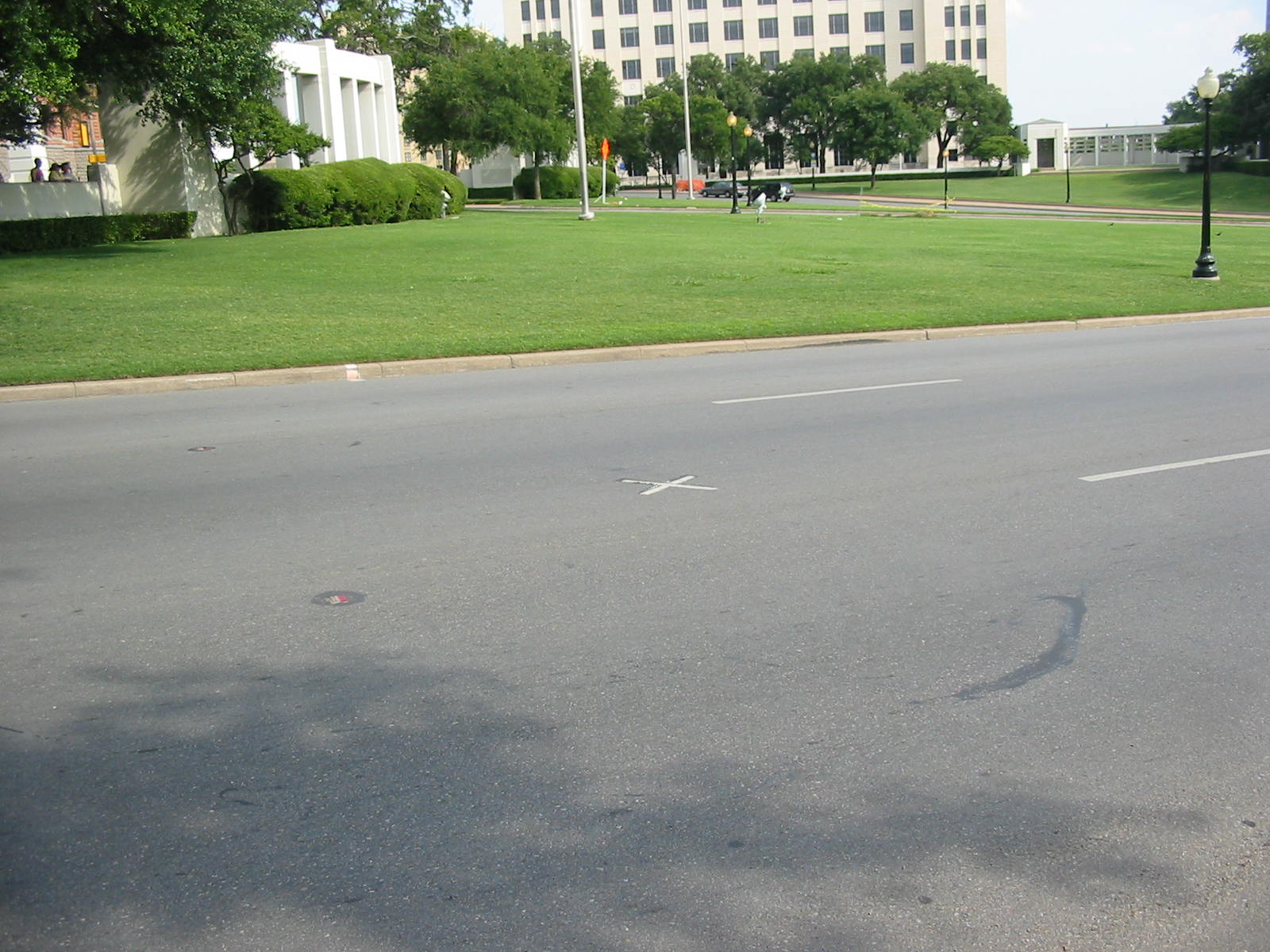
Elm Street. Le X peint sur la chaussée marque l'endroit où Kennedy a reçu le tir mortel.

#### Les films
Durant la scène, un tailleur nommé Abraham Zapruder debout sur un muret, l’œil rivé à sa caméra, filme, tétanisé, les événements. Il réalise ainsi ce qui peut être considéré comme le film amateur le plus célèbre de tous les temps, connu depuis sous le nom de film Zapruder. Les images qu’il saisit de l'assassinat durent vingt-six secondes et alimentent encore les polémiques. D'autres films amateurs ont été réalisés sur Dealey Plaza, tous muets comme le film Zapruder : les films d'Orville Nix et de Marie Muchmore (en), en particulier, qui montrent le tir mortel sous une perspective opposée à celui de Zapruder. On peut citer aussi les images filmées par Robert Hughes, Charles Bronson, qui fut maintenu secret et non accessible par le FBI jusqu'en 1978, Elsie Dorman, Tina Towner et Mark Bell. Juste après le Triple Underway, Jack Daniel filme la limousine en train de doubler la voiture de Jesse Curry en route vers le Parkland Memorial Hospital.
La panique s'emparant de la foule, les journalistes photographient ou filment les badauds qui se couchent à terre ou s’enfuient en courant ou foncent vers le Grassy Knoll ("la butte herbue") à la recherche de tireurs précédés des forces de l'ordre. Les films de Dave Wiegman et de Malcolm Couch sont tournés à ce moment-là.

#### Prise en charge et décès à l'hôpital Parkland Memorial Hospital
À l’hôpital, Kennedy, dont le pouls est intermittent et les yeux divergents, est emmené en urgence sur une civière dans la salle des urgences Trauma Room numéro 1 ou il est pris en charge comme patient no 24740 par une équipe comptant une dizaine de praticiens dont des internes, infirmières, médecins, chirurgiens et cardiologues tous habitués aux blessures par balle. Ils sont suivis de Georges Burckley le médecin personnel de John F. Kennedy et de Jacqueline Kennedy qui a été autorisée à suivre son époux.
Les docteurs MacClelland, Clarck, Perry et Peters prennent en charge le président. Une trachéotomie est pratiquée à l'endroit où est décelée une blessure d'entrée par balle sur la gorge du président. Cette analyse fut corroborée par l'examen des vêtements du président notamment la cravate et la chemise.
Ils corroborent également la description de la blessure à la tête donnée par l'agent Clint Hill avec une sortie de balle à l'arrière droit du crane du président, le docteur Perry précisant devant la Commission Warren avoir constaté une large lésion étendue par arrachement de la zone occipito-pariétale droite suivant un parcours tangentiel avec un point d'entrée par la tempe droite. À noter qu'aucun des médecins ne constatèrent la présence d'un trou d'entrée de balle au sommet du crâne comme déterminé par la suite par la Commission Warren.
Cette équipe, dont fait partie Charles Crenshaw (de), jeune interne en chirurgie de garde à l'hôpital présent ce jour-là tente désespérément de le sauver, mais se rend compte rapidement de l’inutilité de ses efforts au bout d'une durée de 20 minutes. Pour l'interne, les deux blessures à la tête sont le résultat de deux projectiles tirés de face. Les docteurs Perry et Clarck témoignèrent dans ce sens à la radio, dont la retranscription écrite de leur interview fut retrouvée à la bibliothèque Lyndon Johnson par la suite (les enregistrements audios originaux ayant été saisis par les autorités à la station de radio KILF). À 12 h 52, les yeux du président sont fermés.
Les chaînes de télévision interrompent leurs programmes pour annoncer la nouvelle de l'attentat : Jay Watson sur WFAA, Don Pardo sur NBC, Walter Cronkite sur CBS. À 12 h 48, l'attentat est officiellement confirmé.
À 13 heures, les médecins prononcent la mort de John Fitzgerald Kennedy qui est officiellement annoncée à 13 h 33 par Malcolm Kilduff (en), l'assistant au porte-parole de la Maison-Blanche. Le porte parole de la Maison-Blanche pour le voyage au Texas, lors d'un point presse au Parkland Hospital dans les minutes qui suivent l'hospitalisation, fait état d'une entrée de balle dans la tempe droite du président. Cette version est confirmée par le praticien Georges Buckley, médecin personnel de John F. Kennedy, qui ne fut pas interrogé par la Commissionn Warren à ce sujet.
Les médias avaient déjà communiqué cette information au public, grâce à deux prêtres d'une paroisse voisine qui avaient été dépêchés à l'hôpital pour donner au président l'extrême-onction. Le corps enveloppé dans deux draps est déposé dans un cercueil de bronze qui est scellé.

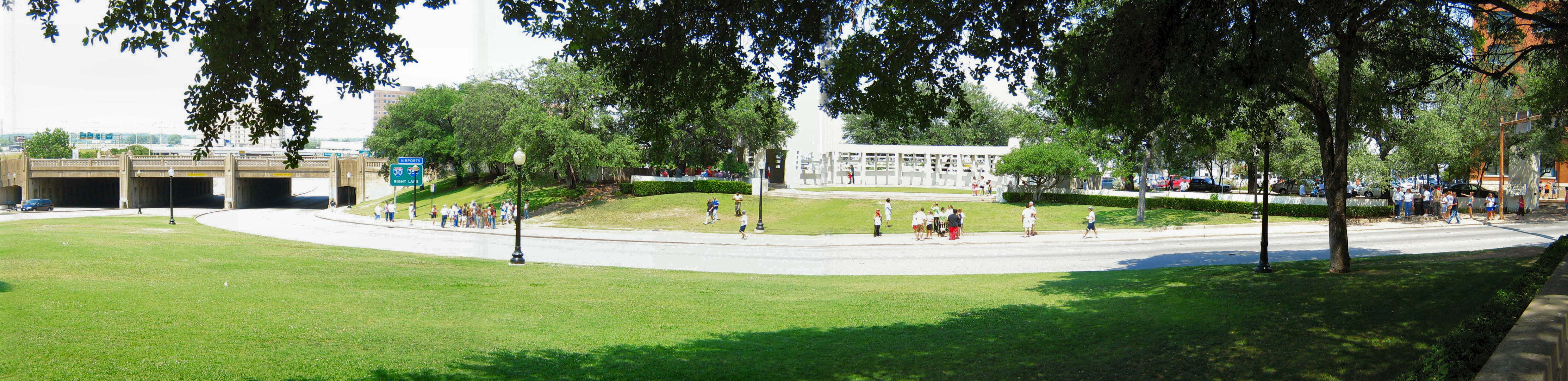
Dealey Plaza. En partant du « triple passage » sous le pont du chemin de fer, à l'extrême gauche de la photo, et en remontant Elm Street vers la droite, on peut voir : les arbres qui surplombent la palissade derrière laquelle certains situent un tireur, la butte herbeuse avec sur sa droite un édifice blanc (la « pergola »), le côté du bâtiment rouge du Texas School Book Depository à l'extrême droite. L'endroit où le président fut mortellement touché se trouve à gauche de la pergola, entre les deux réverbères. Abraham Zapruder se tenait sur le socle en béton blanc situé derrière le réverbère au centre de la photo.

### Départ de Dallas

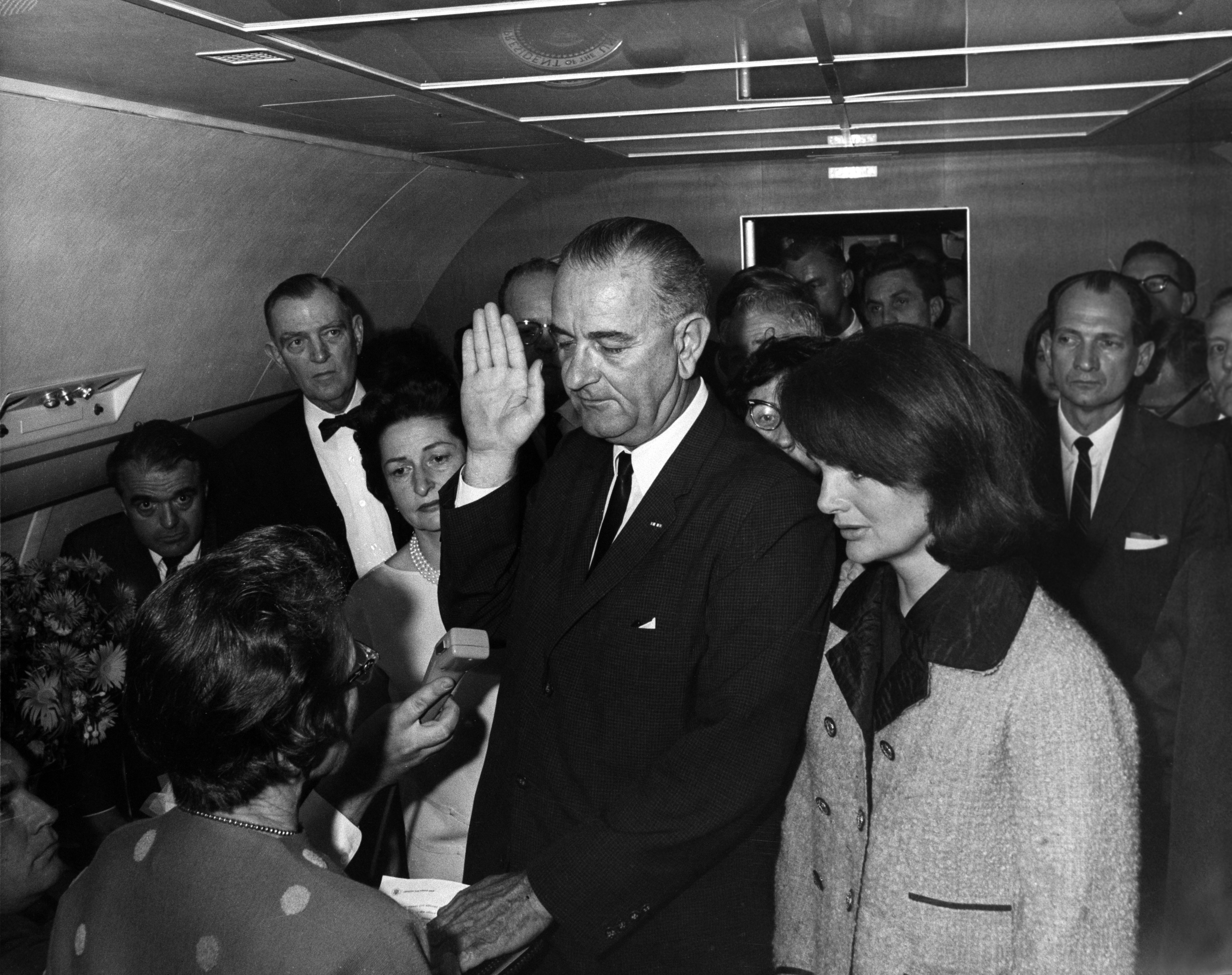
Lyndon B. Johnson prêtant serment à bord d'Air Force One. Jackie est à ses côtés, portant sa robe tachée de sang.

Vers 14 heures, une altercation éclate entre les agents du Secret Service et le personnel de l'hôpital du Parkland Hospital et la police de Dallas à laquelle Jackie Kennedy assiste médusée. En effet, en 1963, l'assassinat d'un président n'était pas encore considéré comme un crime fédéral et l'autopsie aurait dû être pratiquée dans l’État du Texas.
Les agents du Secret Service font usage de coercition contre les autorités texanes en sortant leurs armes pour soustraire le corps du président défunt à l'autorité du juge texan Ward et celle du médecin légiste du comté, le docteur Earl Rose, arrivés sur place entre-temps à 14 h. Ils le font également et y compris contre l'avis du directeur chef de l'hôpital, le docteur Baxter, qui indiquait : « Il y a une loi dans ce pays, et elle s'applique à tous ! ».
Les raisons de ce transfert vers la capitale fédérale Washington n'ont jamais été élucidées.
Le corps de Kennedy est emporté dans un corbillard blanc vers l'aéroport de Love Field à 14 h 4 et embarqué dans Air Force One.
L'autopsie du corps du président n'ayant pas eu lieu sous l'autorité de la police de Dallas, cela a des conséquences en raison de l'opposition entre la description des blessures entre les témoignages des médecins du Parkland Hospital qui prirent en charge le président moins de 10 minutes après les tirs et faisant état de tirs venant de face, et ceux des résultats de l'autopsie pratiquée à l'hôpital militaire de Bethesda à Washington 8 heures plus tard, dirigée par les autorités militaires qui dirigèrent de manière contrainte les pathologistes (fait révélé par le HSCA en 1978), faisant état de tirs venant de l'arrière.
Ces éléments sont plus tard interprétés comme un des éléments accréditant la thèse d'un complot visant à couvrir les circonstances de l'assassinat. William Reymond, dans JFK, autopsie d'un crime d'État, prétend même que le corps du président aurait été maquillé lors du transfert vers Love Field, mais cette hypothèse extrême a été réfutée par la suite.
Par respect pour le président, l'équipage refuse que le cercueil soit placé dans la soute, aussi ses gardes du corps le font monter dans la cabine. Pour lui faire franchir la porte, des poignées en bronze du cercueil sont sacrifiées et une rangée de sièges dans la cabine arrière est enlevée.
Lyndon B. Johnson, présent dans le cortège deux voitures derrière celle de Kennedy, n'est pas blessé. En tant que vice-président, il est le successeur de Kennedy désigné par la Constitution, c'est pourquoi dès l'arrivée à l'hôpital, il est mis au secret puis emmené dans Air Force One où il attend l'arrivée de Jackie et du cercueil à l'aéroport de Love Field. Bien qu'il devienne le nouveau président des États-Unis dès la mort de Kennedy selon la Constitution des États-Unis, à 14 h 38 il prête serment à bord de l'avion juste avant qu'il ne décolle, voulant ainsi symboliser la continuité du gouvernement. Il exige que soit à ses côtés l'épouse du président assassiné, portant encore son tailleur taché de sang qu'elle conserve jusqu'à son retour à la Maison-Blanche le lendemain. Sarah T. Hughes (en), juge fédérale et amie des Johnson, devient la première femme à présider la cérémonie du serment lors de l'investiture de Johnson (en). Au premier plan se trouve désormais le clan Johnson, tandis que le clan Kennedy est relégué dans l'ombre : les hommes de Kennedy, ceux qu'on appelle l'« Irish Mafia (en) », regardent Johnson avec mépris.
À 14 h 47, Air Force One décolle en direction de la capitale fédérale Washington en adoptant une trajectoire en zigzag à une altitude élevée par sécurité.
Durant tout le voyage, Jackie reste à l'arrière de la cabine, à côté du cercueil, commençant à organiser les obsèques nationales pour son mari.

### Meurtre de J. D. Tippit et arrestation d’Oswald
Entre-temps, les évènements se précipitent sur Dealey Plaza. Des témoins ont entendu des coups de feu venant de devant le cortège, peut-être de derrière une palissade en bois posée sur le monticule herbeux à droite d'Elm Street vers laquelle se précipitent nombre de témoins de la fusillade. Ils sont suivis par des policiers envoyés par le Sherif Decker qui donne par radio l'ordre de mener une investigation sur la zone.
Le policier Joe Marshall Smith fut notamment arrêté par la présence d'une personne se réclamant du Secret Service. Il fut prouvé par la suite qu'aucun membre de ce service ne fut présent avant 12 h 50 sur Dealey Plaza.
D'autres ont déclaré avoir vu un homme (certains ont précisé : muni d'une arme) à une fenêtre du 5e étage du dépôt de livres scolaires, ou pensent que les coups de feu en provenaient. Au 5e étage du bâtiment, on trouve trois douilles et un fusil de précision.
À 12 h 37, les forces de police commencent à boucler les entrées du bâtiment.
La police commence à rechercher les employés du dépôt qui manquent, parmi lesquels figure Lee Harvey Oswald.
À 12 h 45 est diffusé par l'inspecteur Herbert Sawyer le signalement d'un homme d'une trentaine d'années de taille moyenne aux cheveux noirs.
Entre 13 heures et 13 h 15, un agent de la police de Dallas, J. D. Tippit, est abattu dans le quartier d'Oak Cliff.
Un suspect est remarqué par le vendeur de chaussures John Brewer à cause de son comportement bizarre. Il était entré sans payer dans le cinéma Texas Theatre. Il alerte l'ouvreuse du cinéma qui appelle la police pour signaler la présence dans le cinéma d'un individu suspect qui n'a pas payé sa place.
Six voitures de police arrivent ainsi qu'un assistant du district attorney pour cette infraction. Les policiers envahissent la salle. L'un d'eux repère Oswald et lui ordonne de se lever. Une lutte s'ensuit, où d'après la version de la police de Dallas, Oswald aurait donné un coup de poing et tenté de faire feu, sans que le coup parte, alors qu'un policier le ceinturait.
À 13 h 50, un suspect est maîtrisé par les policiers dans la salle de cinéma alors qu’il sort son arme. Il est emmené au quartier général de la police pour interrogatoire. Sur le parcours, Lee Harvey Oswald demande la raison de son arrestation. Il lui est répondu qu'il est soupçonné d'avoir abattu un policier. Il est placé en garde à vue à 14 heures au quartier général de la police de Dallas soit 1 h 30 après la fusillade.
Placé en garde à vue au deuxième étage du bâtiment, il est interrogé en présence de trente-cinq agents des différentes autorités locales et agences fédérales (dont celle du Secret Service), d'assistants du district attorney, du FBI et de la Poste américaine. Son identité est établie grâce aux documents qu'il porte sur lui et à ses premières déclarations. Il s'agit de Lee Harvey Oswald. Âgé de 24 ans, c'est un ancien membre du corps des Marines. Après sa démobilisation, il a émigré en Union soviétique où il a épousé une jeune femme, Marina Nikolayevna Prusakova, et d'où il est revenu en 1962. D'après des informations de la C.I.A et du F.B.I, il est connu pour des activités pro-castristes.
Il est d'abord soupçonné du meurtre du policier J. D. Tippit, puis de celui du président Kennedy. On trouve en sa possession une fausse pièce d'identité au nom d'Alek James Hidell, identité utilisée pour acheter le fusil Carcano censé avoir servi à assassiner le président, ainsi que le revolver avec lequel il est censé avoir tué l'officier J. D. Tippit,.
À 17 h 30, Oswald est également interrogé par le shériff Roger Dean Craig au sujet du véhicule dans lequel celui-ci l'a aperçu à la sortie du TSBD à 12 h 45. Oswald indique qu'il appartient à Ruth Paine et qu'elle ne doit pas être mêlée à cette affaire. C'est au cours de ces heures, que la police de Dallas reçoit de la part des services de renseignement l'information que le Manlicher Carcano, censé être l'arme du crime, a été acheté par Lee Harvey Oswald sous le pseudonyme de Hidell.
À 19 h 10, en début de soirée du 22 novembre 1963, il est inculpé du meurtre de Tippit. À 19 h 55 emmené contre son gré par les forces de police texanes dans les couloirs du commissariat, il déclare « I'm just a patsy » ce qui signifie : « je ne suis qu'un pigeon ». Le lendemain, 23 novembre 1963 à 1 h 30 du matin, il est officiellement inculpé de l'assassinat du président. Lee Harvey Oswald nie cependant toujours sa participation aux deux homicides qui lui sont reprochés.
Présenté à la presse à minuit le 22 novembre 1963, Oswald déclara néanmoins : « Eh bien, j'ai été interrogé par le juge [...]. J'ai protesté, cependant à cette occasion, contre le fait, que je ne bénéficiais pas de l'assistance d'un avocat. Je ne sais vraiment pas de quoi il s'agit. Personne ne m'a dit quoi que ce soit, sauf que je suis accusé d'avoir tué un fonctionnaire de police. Je ne sais rien de plus et je demande que quelqu'un vienne me donner une assistance légale. » Il demande également à sa famille de prévenir l'avocat new-yorkais John Abt. Ruth Paine s'efforça de le joindre sans y parvenir.

### Assassinat d'Oswald par Jack Ruby

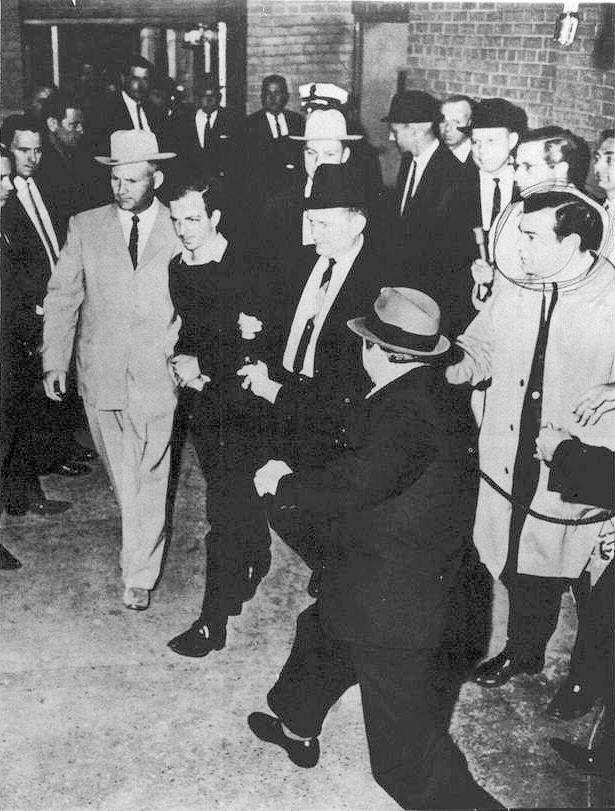
Meurtre d'Oswald par Ruby.

Le matin du 24 novembre pendant son transfert vers la prison du comté de Dallas, et bien que le F.B.I ait été informé de menaces potentielles, Oswald est abattu dans les sous-sols du commissariat à 11 h 21 par Jack Ruby, tenancier de la boite de nuit le Carrousel. Gravement touché au ventre, il tombe dans le coma et est transporté à l'hôpital Parkland. Il meurt le jour même à 13 h 7 sans avoir repris connaissance dans le même endroit où John Fitzgerald Kennedy est décédé 48 heures plus tôt.
Du fait de son assassinat, les autorités considèrent l'action publique à son encontre comme éteinte alors que le principal suspect a été abattu dans les locaux de la police entouré et sous la protection des forces de l'ordre.
Jack Ruby, son assassin, propriétaire et tenancier d'une boîte de nuit et bien connu des policiers, est interpellé immédiatement. Les motivations de Jack Ruby ne sont pas clairement élucidées, même si certains estiment qu'il a été téléguidé par des conspirateurs, se fondant notamment sur ses relations avec la mafia (confirmées par le HSCA en 1978) pour voir en lui un instrument de celle-ci pour réduire au silence Lee Harvey Oswald qui détenait des informations susceptibles de révéler l'opération contre les Kennedy au grand jour,. Jack Ruby affirma être arrivé au commissariat par hasard par la rampe d'accès au sous-sol après avoir trompé les agents en faction au moment du transfert d'Oswald pour lequel les mesures de sécurité avaient été prises. Pour expliquer son geste, Jack Ruby disait avoir voulu éviter à Mme Kennedy la douleur d’un procès public. Ruby semblait s'attendre à être félicité pour avoir « fait justice ».
La Commission Warren accepta cette version des faits ne cherchant pas à reconstituer l'emploi du temps de l'assassin Lee Harvey Oswald, ni ses relations, et ses connexions à la pègre, qui cadrait avec sa version d'un tueur solitaire et isolé abattu lui-même par un citoyen épris de justice. Cependant, il a été révélé par la suite par la revue Newsweek le 27 mars 1967 que cette version fut mise au point avec son avocat Tom Howard dans les trois heures qui suivirent l'interpellation de Jack Ruby. Cet avocat, défenseur des prostituées et délinquants, était soupçonné également d'être proche du crime organisé et était l'objet d'une procédure de radiation du barreau non aboutie. De plus, le HSCA réexamina les possibilités d'accès au sous sol du commissariat de Dallas le 24 Novembre 1963, et conclut que Jack Ruby ne put y accéder qu'avec une assistance interne.
Condamné à mort en 1964 dans un procès de trois semaines du 17 février au 14 mars 1964, Ruby fait appel, obtient par un arrêté de la cour d'appel du Texas le droit à un nouveau procès, en octobre 1966 mais meurt peu après enjanvier 1967 d'une embolie pulmonaire consécutive à un cancer sans avoir pu être rejugé.

### Autopsie
Air Force One atterrit sur la base d'Andrews, près de Washington, et le corps de Kennedy est transporté à l'hôpital naval de Bethesda afin que soit pratiquée son autopsie (en). (L'hôpital de Bethesda aurait été choisi par Jackie du fait de la carrière navale de son époux, d'après les déclarations du docteur Burkley. Cependant l'examen des enregistrements de communications entre Washington et Air Force One indique que la décision a été prise par les autorités militaires au sol.)
L'autopsie est pratiquée par trois médecins militaires de Bethesda dans la nuit du 22 novembre à partir de 20 heures. Leurs conclusions sont que le président a été touché par deux projectiles tirés de l'arrière. Le premier l'a frappé dans le haut du dos au-dessus de la clavicule droite, a traversé les muscles de la base du cou, a légèrement endommagé le sommet du poumon droit sans traverser celui-ci, et est sorti par le cou par une blessure qui a été détruite par la trachéotomie — cette opération chirurgicale destructrice de preuves ayant pu ainsi permettre de nombreuses spéculations sur la théorie de la « balle magique ». Le second a frappé la tête à l'arrière-droit, causant une entrée de 2,5 cm2 et d'importants dégâts, considérés comme mortels, au cerveau, des morceaux du projectile étant sortis par une grande blessure provoquée à l'avant-droit du crâne de 13 cm2. Il ne fut procédé à aucune recherche de la trajectoire de la balle et son angle d'entrée.
Les circonstances de l'autopsie et ses conclusions attirent un grand nombre de critiques. Supervisée par Bob Kennedy qui ne souhaite pas que les informations relatives à la maladie de son frère décédé soit rendues publiques et par les militaires qui orientèrent le travail des légistes notamment en limitant les mouvements et investigations : « les radiographies et clichés pris par le photographe médical John Thomas Stringer furent confisqués et remplacés par des croquis reconstitués ; c'est avec des indices trafiqués que la Commission Warren établira ses conclusions ».
Les dessinateurs des croquis n'eurent également pas accès aux photos de l'autopsie et dessinèrent uniquement à partir des descriptions données par les trois praticiens. Les membres de la Commission Warren ne jugèrent pas nécessaire de comparer les croquis réalisés aux photos et radios auxquelles ils n'eurent pas accès, Earl Warren considérant ces matériaux comme étant de nature à choquer le public.
Une des pellicules de John Stringer fut exposée à la lumière car elle montrait les membres de l'assistance composée de militaires présents dans la morgue au moment de l'autopsie. Enfin, l'instruction militaire formelle est donnée à tous les membres présents de ne révéler aucune information.
Les résultats de cette autopsie furent intégrés sans analyse ni contre expertise au rapport Warren qui ne prit pas en compte les témoignages et les constatations de l'équipe du Parkland Memorial Hospital. Le Commandant Humes expliqua également à cette dernière le 16 mars 1964 qu'il avait brulé ses notes prises pendant l'autopsie et son premier compte rendu. Il ne lui fut demandé aucune explication sur son geste.
Plus tard, la seconde enquête gouvernementale sur l'assassinat, le House Select Committee on Assassinations, releva notamment les conditions dans lesquelles a été réalisé l'autopsie le soir du 22 novembre 1963. Il révéla le fait que les médecins chargés de l'autopsie n'avaient pas les compétences ni l'expérience nécessaires pour faire l'autopsie d'un individu tué par balles et que des photographies nécessaires à une telle expertise n'avaient pas été prises et que l'emplacement des blessures n'avait pas été décrit par rapport à des repères anatomiques invariants. Cependant, les trois médecins en question disposaient d'une certaine expérience, le Dr Finck était directeur de la section traumatologie balistique, le Dr Humes était anatomo-pathologiste principal de l'hôpital de la marine, et le Dr Boswell était médecin chef du service pathologie.
De même, il n'a pas été non plus procédé à la reconstruction du crâne pour déterminer l'emplacement de l'orifice de sortie et été effectué des coupes en tranche pour déterminer la trajectoire des balles. Enfin, les généraux et militaires présents ont défendu aux légistes de sonder ou d'explorer les trajectoires des balles notamment celle du cou ou encore d'examiner les vêtements du président. Ces faits furent révélés dans un premier temps lors du procès mené par le procureur Jim Garrison contre Clay Shaw par témoignage sous serment du lieutenant Colonel, Pierre Finck.
Le HSCA constata également la disparition des photos du torse du président et ses experts remirent en cause notamment l'authenticité de certaines radios faisant état de la disparition des os au dessus de l'œil droit, ce qui n'apparaissait pas sur les photos prises durant l'autopsie. À ce sujet dès 1966, Thomas Stringer avait déclaré qu'il manquait des clichés et que certains n'avaient pas été faits par lui. Le Commandant Humes se rétracta également devant le HSCA de toutes ses déclarations ultérieures concernant le point d'entrée, les photos de l'autopsie (rendues publiques en 1988) ne laissant apparaitre aucune blessure de ce type.
En outre, à la différence de la version officielle de la commission Warren, un rapport des agents du F.B.I présents à l'autopsie fait état d'une entrée de balle dans le dos du président à 13 cm à partir du col et à 5 cm à droite de la colonne vertébrale qui fut corroboré par le rapport du Secret Service sur les vêtements du président. Un document rendu public en 1969 signé par les deux agents du FBI, Roberts et O'Neil, présents lors de l'autopsie en 1963, indique également la découverte d'une quatrième balle par les médecins militaires.
De plus le cerveau de Kennedy a disparu pendant l'autopsie. En 1972, lorsque le praticien Cyril Wecht, président de l'association américaine de médecine légale demanda à examiner l'organe qui durcit dans le formol et aurait pu révéler l'origine des tirs, il fut révélé par les Archives Nationales qu'il était introuvable. l'explication de cette disparition vient de Robert Kennedy lui même qui souhaitait dissimuler que son frère souffrait de la maladie d’Addison, il a donc lui même récupéré le cerveau du président. 
Ce dernier point rend les analyses ultérieures des événements particulièrement difficiles et sujettes à caution. Ainsi, le panel médical du H.S.C.A. aboutit à certaines conclusions relatives à l'emplacement précis des blessures, mais ces conclusions sont critiquées tant par les défenseurs de la thèse de l'assassin unique que par leurs opposants. Bien qu'il critique la manière dont l'autopsie de JFK a été réalisée, le médecin légiste Werner Spitz (en) se rallie à ses conclusions et considère que Lee Harvey Oswald est l'assassin et a agi seul.
De son côté Charles Crenshaw, le chirurgien de Dallas, en voyant pour la première fois les photos officielles de l'autopsie criera à l'imposture : « Quelqu'un a modifié les blessures du président entre Dallas et Washington ! ». Il a été révélé que les praticiens du Parkland Hospital de Dallas avaient modifié leurs témoignages initiaux sur les blessures du président à la suite de la visite des agents du FBI porteurs des résultats de l'autopsie officielle. Lors des travaux de l'ARRB, les praticiens présents au Parkland Hospital témoignèrent tous à nouveau de la présence d'une blessure de sortie par balle à l'arrière du crâne par arrachement de la zone occipito-pariètale et la disparition d'un tiers du cerveau du président,.

### Premières réactions

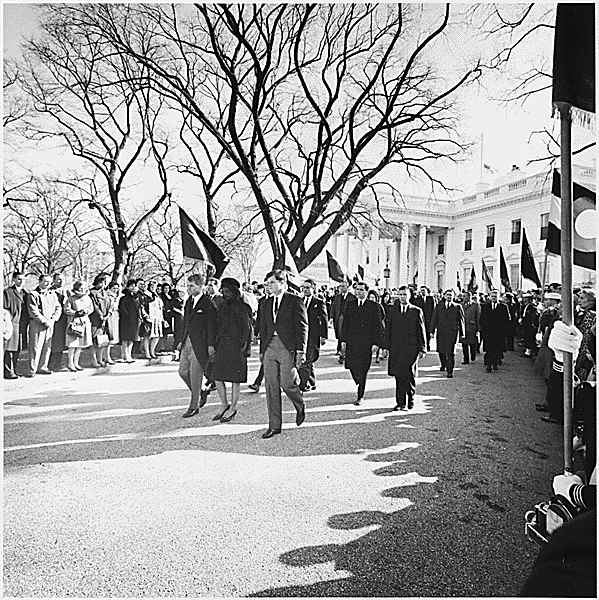
Les funérailles de Kennedy.

En cette époque de guerre froide, les premières réactions dénotent une grande confusion avant même que la mort du président soit annoncée. Le pire, une attaque contre le pays, est même envisagé, et la première préoccupation est d'assurer la sécurité du nouveau président, Lyndon B. Johnson.
La nouvelle de l'assassinat de Kennedy stupéfie le monde entier. Aux États-Unis, les gens pleurent dans les rues et s'agglutinent autour des postes de télévision aux devantures des magasins. Les trois jours suivant l'assassinat, les réseaux de télévision nationaux (NBC, ABC, CBS) annulent leurs programmes pour assurer une couverture permanente des évènements, faisant de la couverture télévisée de l'assassinat la plus longue jamais réalisée (70 heures), record qui ne sera battu que par les attentats du 11 septembre 2001 (72 heures).
Des services religieux sont célébrés dans la plupart des pays du monde et le jour des funérailles, le 25 novembre, est déclaré journée de deuil national aux États-Unis et dans beaucoup d'autres pays, même à Cuba.
Le président de la France, Charles de Gaulle, est le premier chef d'État à annoncer son intention de venir aux États-Unis assister aux funérailles de Kennedy.
Certains des opposants à JFK laissèrent éclater leur satisfaction de l'attentat : dans le Sud, où l'opposition à l'intégration était importante, des applaudissements spontanés éclatèrent dans certaines salles de classe en Alabama, en Louisiane ainsi qu'au Mississippi,,, et même dans les banlieues de Dallas.
Richard Ely, président de la branche de Memphis des Citizens' Councils, affirma que « Kennedy est mort en tyran... il poussait à l'intégration raciale, parrainé par les communistes ; c'était un tyran »,,.
À Biloxi, dans le Mississippi, la branche locale de la John Birch Society accrocha des bannières célébrant l'évènement ; après avoir protesté contre ces banderoles, l'étudiant Thomas Hansen fut lancé à travers la vitrine puis arrêté pour vandalisme, charges finalement abandonnées à la suite du scandale public. Par la suite, Hansen porta les cicatrices de cet évènement avec fierté.
Au cours d'un sermon en décembre 1963, Malcolm X affirma que l'assassinat de Kennedy était un juste retour de boomerang ; il fut suspendu pendant un mois de ses fonctions.
« An Oklahoma City physician beamed at a grief-stricken visitor and said, "Good, I hope they got Jackie." In a small Connecticut city a doctor called ecstatically across Main Street — to an internist who worshiped Kennedy — "The joy ride's over. This is one deal Papa Joe can't fix." A woman visiting Amarillo, the second most radical city in Texas was lunching in the restaurant adjacent to her motel when a score of rejoicing students burst in from a high school directly across the street. "Hey, great, JFK's croaked!" one shouted with flagrant delight, and the woman, leaving as rapidly as she could, noticed that several diners were smiling back at the boy. In Dallas itself, a man whooped and tossed his expensive Stetson in the air, and it was in a wealthy Dallas suburb that the pupils of a fourth-grade class, were told that the President of the United States had been murdered in their city, burst into spontaneous applause. »
— William Manchester, Death of a President

« Un médecin d'Oklahoma City a rayonné de joie devant un visiteur affligé et a dit : "Bien, j'espère qu'ils ont eu Jackie." Dans une petite ville du Connecticut, un médecin téléphona avec extase de l'autre côté de Main Street à un interne qui vénérait Kennedy : "La balade est terminée. C'est une affaire que même Papa Joe ne peut pas arranger." Une femme en visite à Amarillo, la deuxième ville la plus radicale du Texas, déjeunait dans le restaurant adjacent à son motel lorsqu'une vingtaine d'élèves en liesse ont fait irruption d'un lycée situé juste en face. "Hé, super, JFK a crevé!" cria l'un d'eux avec une joie flagrante, et la femme, partant aussi vite qu'elle le put, remarqua que plusieurs convives souriaient au garçon. À Dallas même, un homme a crié et a lancé son cher Stetson en l'air, et c'est dans une banlieue riche de Dallas que les élèves d'une classe de quatrième année ont appris que le président des États-Unis avait été assassiné dans leur ville. éclatèrent en applaudissements spontanés. »
— Death of a President
Six mois après l'attentat, au Cosmos Club à Washington, un général à la retraite du corps des Marines affirma à un groupe d'officiers à la retraite que « c'est la main de Dieu qui a appuyé sur la détente qui a tué Kennedy ».

### Funérailles
Après l'autopsie réalisée à l'hôpital naval de Bethesda, le corps de Kennedy est embaumé pour les funérailles, conduites par la plus ancienne infanterie de l'armée des États-Unis, surnommée la Vieille Garde, et ramené dans l'East Room de la Maison-Blanche. Le dimanche 24, le cercueil est transporté jusque dans la rotonde du Capitole, où, pendant toute la journée et la nuit qui suit, des centaines de milliers de personnes se pressent dans la chapelle ardente pour rendre un dernier hommage au président défunt reposant sur le même catafalque noir que celui qui avait accueilli la bière d'Abraham Lincoln en 1865. Ces images sont retransmises en direct et sans interruption (notamment sans publicité) par les trois chaînes nationales américaines : CBS, NBC et ABC. Son épouse, Jacqueline, lui a en effet organisé des obsèques nationales impressionnantes sur le modèle de celles d'Abraham Lincoln. Les représentants de 80 pays assistent aux funérailles le 25 novembre 1963. Jacqueline a réussi à imposer que les 220 personnalités politiques respectent une marche funèbre entre la Maison-Blanche et la cathédrale Saint-Matthieu de Washington, où se déroule la messe solennelle de Requiem célébrée par le cardinal Richard James Cushing, un proche du couple Kennedy qu'il a marié dix ans plus tôt. Ce cortège funèbre, filmé par 60 caméras et qui rassemble un million de personnes sur le parcours du corbillard, est un véritable cauchemar pour les services de sécurité.
Le président Kennedy est ensuite inhumé au cimetière national d'Arlington, près de Washington où une flamme éternelle (en) indique l'emplacement de la tombe (dernier souhait de Jackie pour son mari alors que ce culte est réservé d'ordinaire aux soldats inconnus).

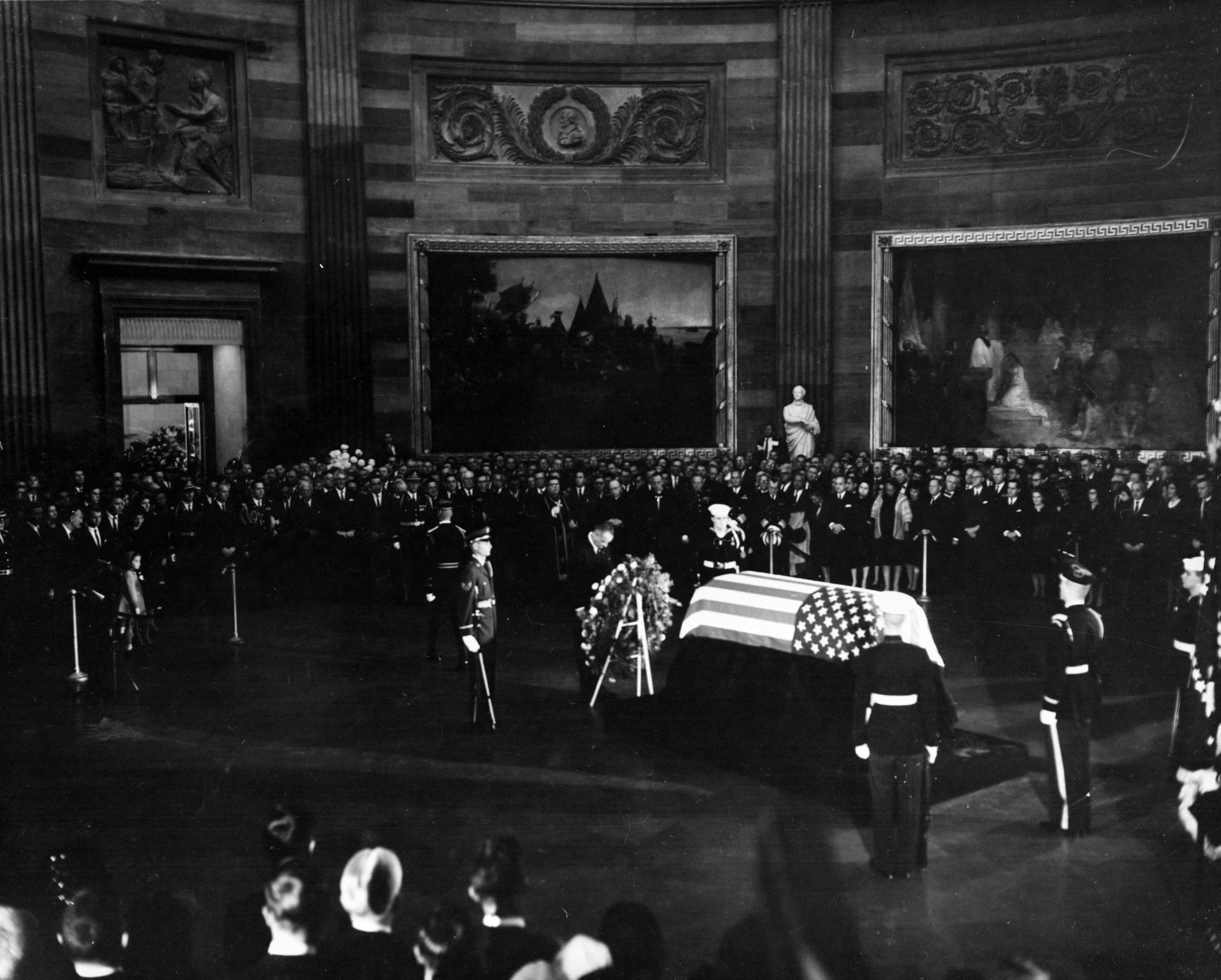
Cercueil de Kennedy exposé dans la rotonde du Capitole.
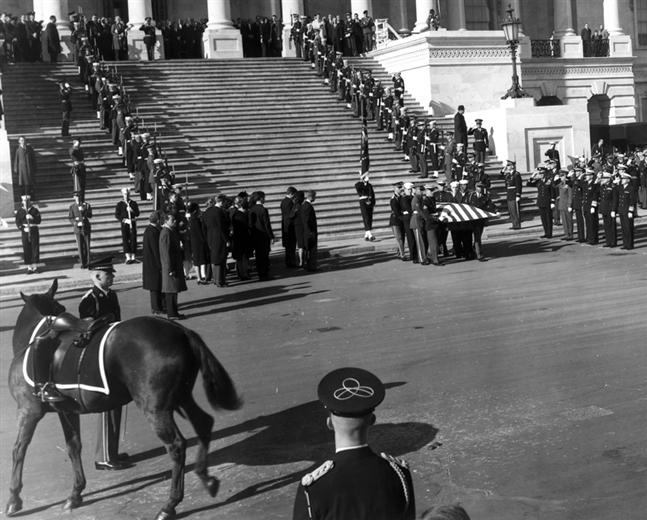
Le cheval non monté près du corbillard, symbolise le chef mort au combat[note 5].
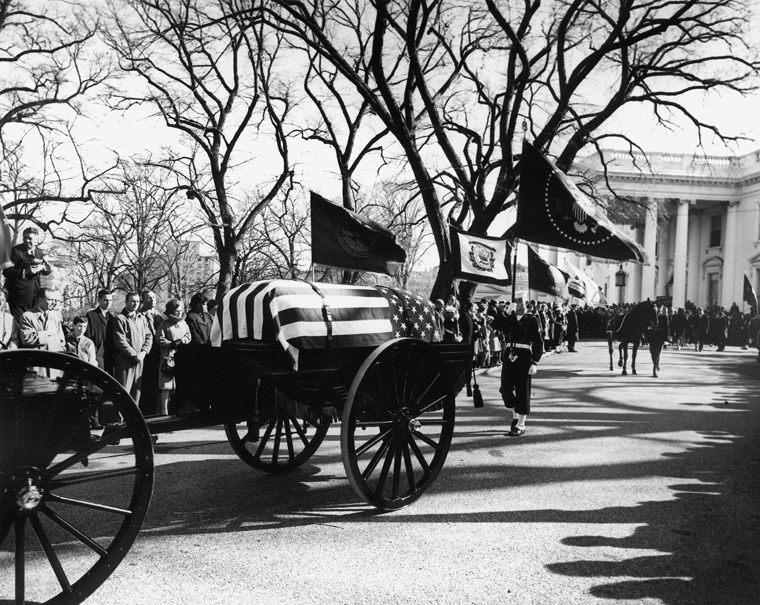
Le cercueil couvert de la bannière étoilée, reposant sur un affût de canon tiré par six chevaux blancs[note 6].
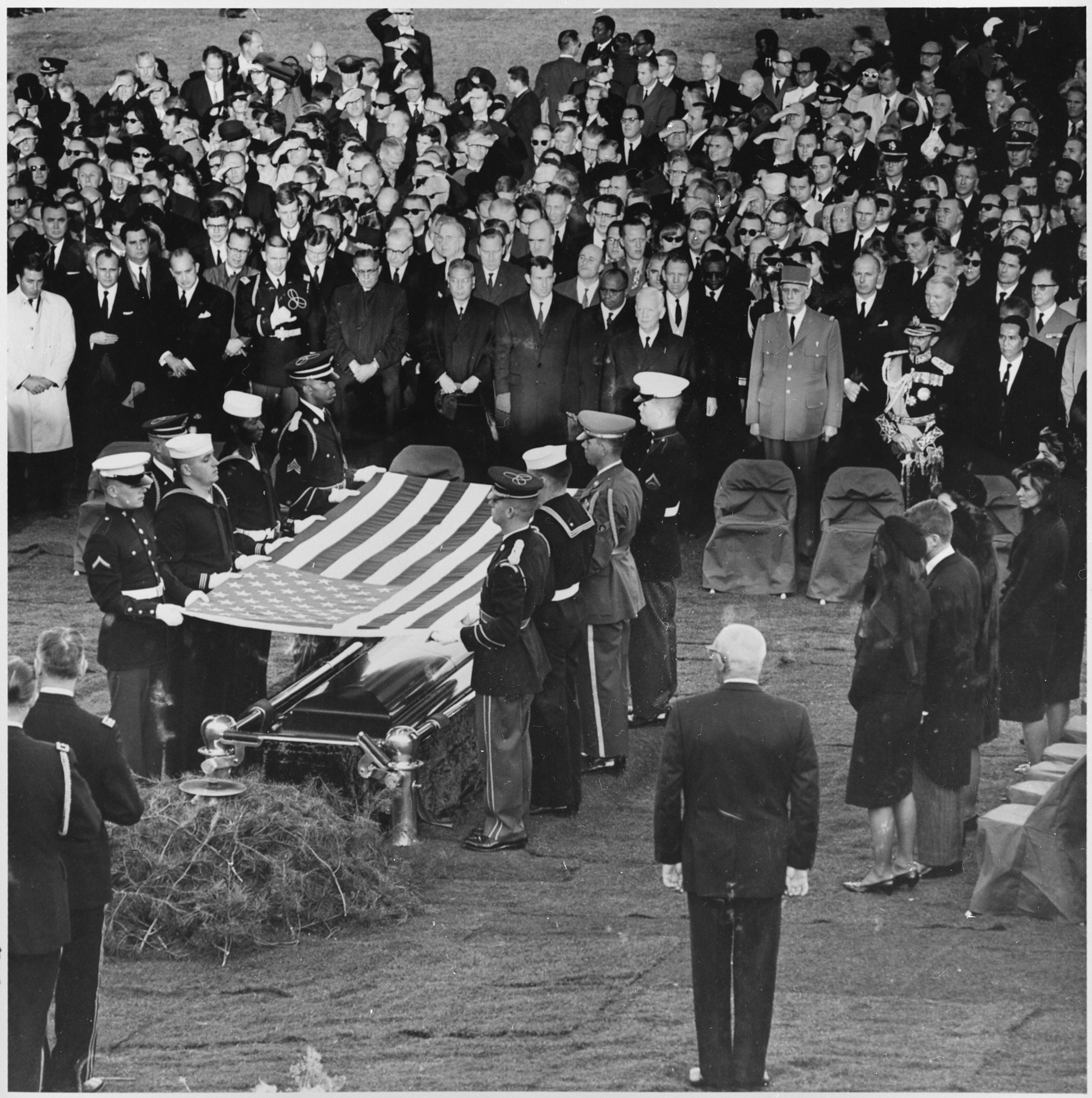
Les personnalités politiques devant le cercueil recouvert du drapeau des États-Unis[note 7].
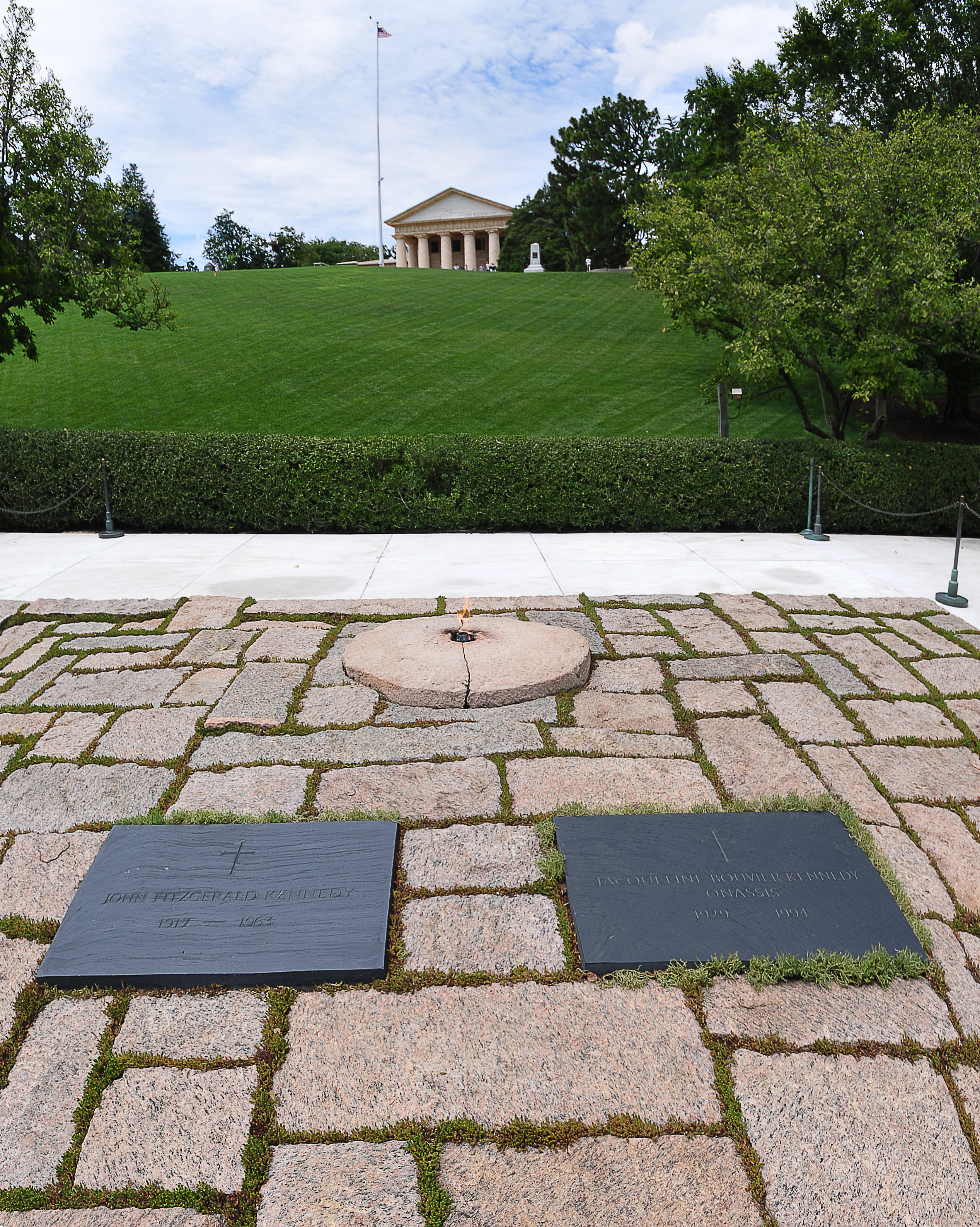
Au cimetière d'Arlington, la pierre tombale de Kennedy jouxte celles de Jacqueline et de leurs deux enfants morts prématurément.

## Enquêtes et critiques

### La Commission Warren
L'assassinat du président John Fitzerald Kennedy provoque une énorme émotion dans la société aux États-Unis. L'assassinat de son assassin présumé Lee Harvey Oswald, le 24 novembre 1963, moins de 48 h après l'attentat dans les locaux de la police sur surveillance de cette dernière au cours de son transfert vers la prison, soulève les interrogations de la population.
Dès le 27 novembre, une proposition de commission d'enquête parlementaire est déposée au Sénat américain.
Le 29 novembre 1963, Lyndon B. Johnson, nouveau président des États-Unis, sentant sa position fragilisée, et face aux critiques qui s'abattent sur la police de Dallas, nomme sur conseil du directeur du F.B.I, J Edgar Hoover, une commission d'enquête fédérale chargée de faire la lumière sur l’assassinat. Elle porte officieusement le nom de son président, Earl Warren, président de la Cour Suprême des Etats-Unis, la plus haute instance juridique du pays.
Le 27 septembre 1964, la commission remet son rapport au président Johnson de 888 pages (un volume pour le rapport et 26 volumes pour les témoignages et les pièces).
Les conclusions du rapport Warren sont simples : – Lee Oswald a agi seul ; il n'avait pas de complice ; il a tiré trois fois, du cinquième étage d'un dépôt de livres scolaires ; une balle a manqué la limousine et deux balles ont touché le président (une au cou, une à la tête) ; l'une de ces deux balles l'a frappé dans le haut du dos, est ressortie par la gorge et a ensuite causé les blessures du gouverneur Connally ; Jack Ruby a lui aussi agi seul, et n'avait pas non plus de complice ; Ruby et Oswald ne se connaissaient pas.
Certains documents sont classés secrets pour une durée de 75 ans pour des raisons de sécurité nationale suscitant les interrogations du public. À noter que le rapport Warren et ses annexes sont dépourvu d'un index ce qui complique la lecture et les travaux d'analyse des chercheurs. Il en sera doté d'un par les travaux de Sylvia Meagher.

### Les premières critiques
Dès les premiers mois suivant sa parution, le rapport Warren est durement critiqué.
Les objections ne manquent pas : la Commission a travaillé très vite, et les objectifs politiques qui ont présidé à sa création sont évidents (la découverte d’un complot communiste pourrait entraîner une guerre avec l'Union soviétique). De plus, en raison de l'approche des élections présidentielles de novembre 1964, le président Lyndon B. Jonhson avait demandé que le rapport soit prêt en septembre 1964.
Dès le 25 novembre 1963, quelques jours avant la création de la Commission Warren, le Deputy Attorney General (ministre adjoint de la Justice) Nicholas Katzenbach préconise dans un mémorandum la thèse du tueur solitaire : « le public doit être convaincu qu'Oswald était l'assassin, et qu'il n'avait pas de complices qui sont encore en liberté ». Le mémorandum Katzenbach semble préjuger des conclusions officielles avant même la formation de la Commission Warren et d'un travail d'enquête et d'analyse objectifs des faits.
Les éléments troublants ne manquent pas : la non-prise en compte par la commission Warren des témoignages allant dans le sens de la présence d'un ou plusieurs individus se réclamant des services secrets sur la butte gazonnée du Grassy Knoll juste après les tirs et qui repoussèrent les témoins attirés par les coups de feu alors qu'aucun membre du Secret Service ne fut présent après les tirs et l'évacuation de la limousine avant 12 h 50, la non-prise en compte de deux impacts de balles sur la carrosserie et le pare-brise de la limousine présidentielle (lesquels, démontés, disparurent définitivement en avril 1964), ou la découverte après les tirs le 25 Novembre par un étudiant en médecine, Bill Harper, d'un morceau de l'os arrière occipito pariétal du crâne du président sur la chaussée à 25 pieds (soit 7,62 m) à l'arrière droit de la position de la voiture présidentielle par rapport au tir fatal, information qui fut gardée confidentielle par le F.B.I..
Il faut également noter que les membres de la Commission Warren n'eurent pas accès aux photographies et aux radios originales de l'autopsie et durent se contenter des dessins effectués par des dessinateurs du FBI, qui monopolisa l'ensemble des enquêtes sur l'assassinat et ce malgré le fait que la Commission disposait de ses propres enquêteurs avec un accès aux fonds présidentiels d'urgence.
De même, il faut souligner la confiscation et ou l'altération de photographies prises comme celles de Mary Moorman, auteure du célèbre cliché Polaroïd au moment du tir fatal à la tête. Les six photos qu'elle prit ce jour-là furent réquisitionnées par les autorités. Deux des photos qui montraient le mieux l'arrière-champ c'est-à-dire la butte gazonnée face à la limousine ou Grassy Knoll lui furent restituées après plusieurs semaines, mutilées. C'est également le cas des films pris par des amateurs présents ce jour-là comme celui d'Orville Nix qui filmait la scène sur un angle opposé à celui de Abraham Zapruder. Il fut endommagé dans les laboratoires F.B.I et l'original a, à ce jour, disparu des archives nationales depuis 1978. Son analyse indiquait la présence de personnes derrière la barrière de bois de la butte herbeuse.
Plus troublant encore, l’autopsie du président, qui aurait dû être légalement effectué à Dallas conformément à la loi en vigueur en 1963, fut effectuée à l’hôpital militaire naval de Bethesda par des médecins militaires n’ayant ni les compétences ni l'expérience nécessaires, orientée et effectuée directement sous les ordres des militaires présents dans la salle d'autopsie qui limitèrent l'exploration des blessures et interdirent la consultation des vêtements indiquant les points d'entrée des balles, et dont certains éléments essentiels pour l'enquête (dont des clichés photographiques, radios et le cerveau du président qui durci dans le formol aurait pu donner l'origine des tirs) furent perdus à jamais.
L’imbroglio (allant jusqu'à une contradiction entre les blessures constatées par les médecins urgentistes de Dallas et ceux de Washington) est tel qu’encore à l’heure actuelle, il n’y a pas consensus sur des points aussi élémentaires que la nature et la position exacte des blessures du président.
Pour la blessure à la tête par exemple, quoique les images du film réalisé par Zapruder semblent montrer une blessure à droite et plutôt vers l'avant du crâne, ce qui est confirmé par l'autopsie, certains se basent sur de nombreux témoignages, notamment du personnel médical de Dallas qui prit en charge le président moins de 10 minutes après les tirs sur Dealey Plaza, mais également de Mme Jacqueline Kennedy et du garde du corps Clint Hill, pour affirmer la présence d'une blessure majeure à l'arrière du crâne, signe d'une sortie de balle, ce qui tend à accréditer la thèse d'une balle tirée face au président l'ayant touché à la tempe droite.

#### Théorie de la balle unique ou «balle magique»
Cette théorie est émise par Arlen Specter, membre de la Commission Warren pour expliquer comment sept blessures différentes avaient été provoqué par un seul tir, la Commission ayant estimé que Lee Harvey Oswald avait tiré trois fois, le premier tir ayant blessé JFK à la gorge, le second des tirs ayant manqué la limousine et blessé le passant James Tague en percutant le béton à côté du pont le Triple Under Pass où se tenait ce dernier et le troisième étant mortel.

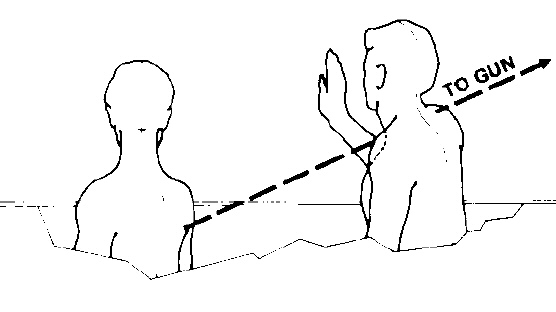
La trajectoire de la balle unique selon le House Select Committee on Assassination.

La balle censée avoir provoqué les blessures à la gorge et au dos du président et l'ensemble des blessures du gouverneur Connally aurait été retrouvée sur un brancard à l'hôpital — elle serait tombée de la blessure à la cuisse du gouverneur, selon le rapport de la Commission Warren.
Cette balle est surnommée « balle magique » par les analystes critiques du rapport. Ce surnom fait référence au trajet jugé improbable de la balle, impliquant des changements de direction, et à l'état de celle-ci (« quasiment intacte ») : aplatie et légèrement courbée, du plomb ayant été extrudé par sa base, alors que les critiques estiment qu'une balle ne pourrait causer tant de blessures sans subir plus de dommages. Pour illustrer cette polémique, des chercheurs tirent une balle à travers le poignet d'un cadavre humain ; les conclusions montrent que la balle est plus abîmée que la « balle magique ». De même, des rapports du FBI concernant le tir de balles comparables à travers des chèvres et des cadavres arrivèrent tous à la conclusion de balles extrêmement défomées.
D'autres chercheurs, cependant, insistent sur le fait que la balle, avant de frapper le poignet de Connally, a traversé deux corps humains (le cou de Kennedy, la poitrine de Connally) et a donc été ralentie. Des tests effectués avec des balles ainsi ralenties aboutissent alors à un résultat que ces chercheurs jugent comparable à celui observé sur la « balle magique ».
Ces premières critiques des conclusions de la Commission Warren, popularisées par le film JFK, postulent, contrairement aux conclusions de la Commission, qu'une telle trajectoire est impossible pour une balle. Elles trouvent un renfort dans les déclarations de John Connally : le gouverneur a toujours affirmé avoir été touché après le président, par un tir séparé, ce qui lui a donné le temps de se tourner vers la droite pour regarder Kennedy avant d'être blessé alors qu'il se retournait vers la gauche.
En outre, cette théorie fondée sur aucun fait établi ne fait l'objet d'aucune contre-expertise. De plus, la Commission Warren a estimé qu'il n'était pas nécessaire de déterminer exactement le coup qui a frappé le gouverneur Connally. Il fut révélé dans les années suivantes que plusieurs commissaires de la Commission Warren se désolidarisèrent de ces conclusions qui leur avaient été imposées dans le rapport de synthèse comme les sénateurs Richard Russel et Hale Boggs.

#### Le tir mortel

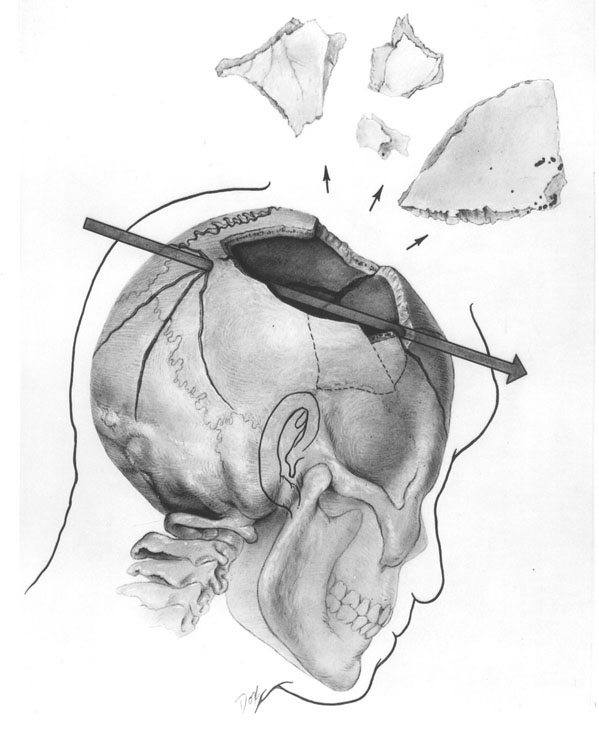
Croquis montrant l'impact du tir mortel sur le crâne de Kennedy (rapport du H.S.C.A.).

Un autre point de discussion est l'emplacement des blessures à la tête et, de manière générale, les éléments qui indiqueraient que la balle mortelle aurait été tirée de l'avant.
Un des éléments pouvant être révélateur de la trajectoire de la balle est l'emplacement de la blessure à la tête. Alors que les résultats des enquêtes officielles placent une blessure de sortie dans le quart avant-droit du crâne, un certain nombre d'éléments sont avancés pour affirmer que l'essentiel de cette blessure se trouverait à l'arrière. Parmi ceux-ci : un rapport de l'agent Clint Hill, les témoignages du personnel médical de Parkland Memorial Hospital qui prit en charge le président moins de 10 minutes après les tirs, le fait que du sang et de la matière cérébrale aient été projetés vers l'arrière, qu'un morceau de l'os pariétal fut retrouvé par un étudiant en médecine, William Harper, le 23 novembre 1963, sur la chaussée à l'arrière-droit de la position de limousine au moment du tir fatal et qu'un motard et son collègue situé à l'arrière-gauche de la limousine (Bobby Hargis et Martins) ont été éclaboussés par ces projections.
Autre élément concernant la trajectoire, le témoignage de Bill Newman, très proche de Kennedy au moment du tir fatal (il regardait le cortège avec son épouse Gayle et leurs deux fils) : interrogé par Jay Watson, directeur des programmes de la chaîne de télévision WFAA, une vingtaine de minutes après les tirs, il a déclaré que ce tir provenait de derrière eux (« from behind us… from the top of the hill »). De son côté Abraham Zapruder déclara qu'un des coups de feu venait de derrière son dos.
De même, il faut noter que le témoignage de Jacqueline Kennedy, témoin direct de la scène n'est pas accessible à ce jour. Lors de son témoignage devant la Commission Warren, le 5 juin 1964, Mme Kennedy qui avait tenté de maintenir les matières cérébrales à l'intérieur du crâne de son époux après l'avoir posé sur ses genoux après les tirs, voulut également témoigner à ce sujet en présence du président de la cour, Earl Warren et du conseiller Rankin qui ne voulaient pas l'interroger à ce sujet. Sa description volontaire des blessures de son époux a été remplacée par la mention : « référence aux blessures supprimée ». La description intégrale donnée par Mme Kennedy ne pourra être connue qu'en 2039 à l'expiration d'un délai de 75 ans instauré par la Commission Warren pour des raisons de sécurité nationale.
Toutefois, un des éléments les plus frappants est apporté par le film Zapruder, dont les premières copies pirates de mauvaise qualité circulent après le procès Clay Shaw (le procureur Jim Garrison ayant obtenu par décision de justice de faire visionner au jury durant le procès contre Clay Shaw le film qui avait été racheté par Life magazine et resté inacessible au public dans un coffre-fort). On y voit, à partir de l'image 313, le brusque mouvement de la tête et du buste du président vers l'arrière-gauche, ce qui laisserait supposer que le tir venait de devant et de la droite par rapport au sens de circulation du cortège — ce qui pourrait correspondre notamment à la butte herbeuse, où plusieurs dizaines de personnes dont des membres des forces de l'ordre se précipitèrent après les tirs, et où certains témoins, comme S. M. Holland, affirmèrent avoir vu de la fumée, ou comme Lee Bowers, installé dans la tour d'aiguillage et J. C. Price, affirmèrent avoir vu des personnes suspectes. De même, le sénateur Charles Yarborough, qui se trouvait dans les voitures suivant le cortège, fit état de l'odeur de poudre après les tirs aux abords du Grassy Knoll (la butte herbeuse) alors que Lee Harvey Oswald se trouvait, d'après la version de la Commission Warren, à 80 m en arrière du cortège et à plusieurs dizaines de mètres en hauteur dans le Texas Book Depositary.
C'est notamment la diffusion pour la première fois auprès du grand public de ce film dans l'émission Good Night America en 1975 et les révélations de la Commission Church en 1976 la même sur les agissements illégaux des agences fédérales sur le territoire américain (dont la CIA, le FBI, la NSA et l'IRS) qui finirent par provoquer la mise en place de la seconde commission d'enquête, le House Select Committee on Assassinations. Sur ce point particulier, et alors que la plupart des chercheurs travaillent avec de mauvaises copies, les experts désignés par le H.S.C.A. analysent des copies de haute qualité du film. Ils s'aperçoivent que le mouvement du président vers l'arrière est précédé, entre les images 312 et 313, par un bref et rapide mouvement de la tête vers l'avant, ce qui serait compatible avec l'impact d'un projectile venant de l'arrière, conformément à la thèse officielle (il s'agit d'un mouvement de l'ordre de 6 cm en quelques centièmes de seconde).
Selon les interprétations, le mouvement vers l'arrière gauche (« back and to the left ») serait dû à divers éléments : les tenants de la thèse officielle (à la suite de Luis Alvarez) allèguent du jet effect, soit un spasme neuromusculaire consécutif à la destruction du cerveau ; ses détracteurs persistent à y voir la preuve d'une balle tirée de l'avant. En effet, avec un tir provenant de l'arrière, la tête du président aurait dû basculer vers l'avant et vers la droite dans le sens de la trajectoire du projectile, le jet effect ne pouvant contrebalancer intégralement le mouvement issu de l'impact.
Le physicien G. Paul Chambers estime que le mouvement vers l'arrière de la tête de Kennedy ne peut s'expliquer que par l'effet cinétique d'un tir provenant de l'avant (de la butte herbeuse).
En 1966, 80 % de la population estime que les conclusions du rapport Warren ne sont plus crédibles.

### L'enquête de Jim Garrison et le procès Clay Shaw
Jim Garrison, procureur (District Attorney) de La Nouvelle-Orléans, est la seule personne à l'origine de poursuites dans l'affaire de l'assassinat du président. À la suite de la remarque du sénateur Russel Long en 1966, il relance l'enquête sur l'assassinat du 35e président des Etats-Unis, étonné par les omissions, les contradictions et les investigations partielles de la Commission Warren,.
En 1968, Jim Garrison accuse l'homme d'affaires louisianais Clay Shaw d'avoir été un agent de la C.I.A. et d'avoir comploté l'assassinat de Kennedy avec des exilés cubains et remonte sur la piste de Lee Harvey Oswald au cours de l'été 1963 et notamment sa présence au sein de l'officine de détectives privés fondé par l'ancien agent du F.B.I, Guy Banister, engagé dans des opérations anti-castristes sur le sol des Etats-Unis, et ce en pleine guerre froide et période de lutte contre le régime cubain.
De plus, Garrison affirme l'impossibilité qu'Oswald ait pu tirer et tente même de donner l'emplacement des tireurs et le nombre de balles. Il accuse de complicité après coup les membres les plus haut placés de l'administration, soit J. Edgar Hoover et même Lyndon B. Johnson, dans l'exécution d'un coup d'État. Son enquête l'amène à soupçonner une implication des services secrets américains et plus précisément de la CIA et certaines de ses officines, dont il relate l'opposition et l'hostilité à l'égard de la politique menée par John F. Kennedy, notamment dans le dossier de lutte contre le régime de Fidel Castro,. Il soupçonna également la participation de la mafia en tant que bras armé et notamment Carlos Marcello, le parrain de la Nouvelle Orléans (ce dont font état des rapports de surveillance du F.B.I en date du 10 juin 1967 et 28 mars 1968).
Révélé par la presse, ce qui ravive l'intérêt du grand public pour l'assassinat de JFK, contraint d'engager des poursuites judiciaires car craignant la disparition de témoins essentiels comme celle de David Ferrie, retrouvé mort chez lui le 22 février 1967, et sans disposer de tous les éléments, Jim Garrison parvient à mener son instruction et obtenir l'ouverture d'un procès.
En parallèle, réélu à son poste de procureur en 1969, il subit également les attaques des grandes chaines de télévision et de la presse qui, alignées sur les conclusions de la Commission Warren, considèrent qu'il faut faire bloc face à la tragédie au sein du pays. Le 15 juillet 1967, NBC, sur ordre de la commission fédérale de la communication à la suite d'un recours de Garrison, permet à ce dernier de s'exprimer à ce sujet et d'exposer sa version des évènements.

#### Le procès
Au cours du procès démarré le 29 janvier 1969, il parvient à révéler au grand public le film d'Abraham Zapruder pour la première fois, resté inaccessible aux yeux du grand public depuis 1963 et conservé à l'abri dans les coffres du magazine Life. Il fit également témoigner ou obtint la déposition de plusieurs témoins des évènements du 22 novembre 1963 dont celui d'Ann Mary Mercer — cette dernière témoigna avoir vu Jack Ruby déposer un homme armé d'un fusil 1 heure avant le défilé présidentiel sur Elm Street — ou celui du shérif adjoint Dean Craig, qui avait vu Lee Harvey Oswald quitter le Texas Book Depositary dans un break Nash Rambler de couleur claire, accompagné de 3 autres personnes. Son témoignage fut corroboré par celui de l'ouvrier Richard Randolph Carr qui ne fut pas reporté par le FBI,.
Il fut également révélé au cours du procès lors du témoignage du pathologiste, le colonel Pierre Finck interrogé par le juriste Al Oser, que la blessure à la gorge du président n'avait été ni sondée ni explorée par les praticiens sur ordre des autorités militaires présentes dans la salle d'autopsie le 22 novembre 1963.

#### Issue du procès
Le 1er mars 1969, Clay Shaw est acquitté et obtient ensuite la condamnation de Garrison pour harcèlement, mais meurt, ruiné et épuisé, avant la confirmation en appel. Certains médias accusent Garrison d'avoir usé de méthodes peu orthodoxes, et certains témoins se rétractent lors de leur audition.
À l'issue du procès, l'avocat Mark Lane, qui fut l'un des premiers critiques des travaux de la Commission Warren et de la version officielle, interrogea les jurés. Si ces derniers n'avaient trouvé aucun élément pour condamner Clay Shaw, en revanche, ils estimaient que l'assassinat de John F. Kennedy résultait d'une conspiration.
Un des mérites que la plupart des chercheurs de la conspiration reconnaissent à Garrison, puis au film JFK, est d'avoir vulgarisé la recherche sur l'affaire et d'avoir permis par la suite la création de l'Assassination Records Review Board (ou Commission d'Examen des assassinats) instauré en 1992 à la suite du President John F. Kennedy Assassination Records Collection Act (voir plus bas).
Plusieurs découvertes de Jim Garrison seront confirmées par le HSCA notamment la présence de Lee Harvey Oswald au sein de l'officine anti-castriste de Guy Banister.
En 1975, Victor Marchetti, assistant au directeur adjoint de la CIA, dont le livre sur les agissements de la CIA fut censuré, dans un interview à True Magazine, indiqua que lors du procès contre Clay Shaw, ce dernier avait fait partie du Domestic Contact Service, service de la CIA. De plus, en 1985, il fut révélé au cours du procès qui opposait l'ex agent de la CIA, Everett Howard Hunt au journal Spotlight à la suite de la parution d'un article faisant mention d'un mémorandum écrit en 1966 par James Angleton, ou le responsable du contre espionnage de la CIA indiquait que la CIA devait se préparer un jour à expliquer la présence de Hunt à Dallas le 22 novembre 1963, membre de l'Executive Action. Richard Helms, directeur de la CIA en 1966, reconnut sous serment à cette occasion que Clay Shaw avait travaillé pour la CIA précisant d'après lui que la collaboration avait cessé avant 1963.
Il faut également noter que l'enquête de Jim Garrison fut surveillée et infiltrée à la fois par le F.B.I et par la C.I.A. Or, cette dernière fondée en 1947, avait l'interdiction formelle d'intervenir sur le territoire des États-Unis, rôle exclusivement dévolu au F.B.I, faits qui furent révélés par la Commission Church en 1975 comme le fichage par la CIA de plus de 300 000 opposants à la guerre du Viêt Nam.

### La Commission Church
La commission Church ou Senate Select Committee to Study Government Operations with Respect to Intelligence Activities mené par le sénateur Franck Church de l'Idaho, est fondée en 1975 pour un travail d'investigation en profondeur sur les agences fédérales et les agissements illégaux sur le territoire des Etats-Unis de ces dernières. Cette commission d'enquête parlementaire fut instituée à la suite du grave scandale du Watergate qui avait conduit à la démission du président Richard Nixon en 1973 et ébranlé le système démocratique aux Etats-Unis. Elle avait repris en parallèle l'étude sur l'assassinat, notamment centrée sur les performances des agences fédérales à ce sujet.
Elle conclut à une déficience accrue des enquêtes menée par les agences gouvernementales de renseignements sur les évènements du 22 Novembre 1963 et principalement le FBI et CIA.
La Commission Church analysa spécifiquement que « le souci de la réputation publique [et] d'éventuels échecs et embarras bureaucratiques [et] l'extrême compartimentation de la connaissance des opérations sensibles... [et] les décisions conscientes [des hauts fonctionnaires de la CIA] de ne pas divulguer des informations potentiellement importantes » a tenu la commission Warren éloignée de ce qu'elle aurait dû savoir.
Elle fut l'un des vecteurs de la mise en place du HSCA aux Etats-Unis en pleine crise institutionnelle, politique, économique à la suite des révélations en cascade sur les dysfonctionnements de leurs institutions (dont l'affaire des Pentagon Papers) et la désapprobation morale engendrée au sein de l'opinion publique par la guerre du Vietnam et ses conséquences.

### La seconde commission d’enquête: le HSCA
Il faut attendre 1976 pour que le Congrès des États-Unis décide sous la pression de l'opinion publique échaudée à la suite du grave scandale du Watergate, précédé du scandale des Pentagon Papers, amplifié par la crise morale issue de la guerre du Viêt Nam et secouée par les révélations de la Commission Church sur les activités illégales des services secrets et notamment ceux du F.B.I de la C.I.A. dont des tentatives d’assassinat sur des dirigeants étrangers ou le fichage illégal des opposants de la guerre du Vietnam sur le sol des Etats-Unis par la CIA, de créer un comité d'enquête parlementaire chargé d’enquêter sur les assassinats du président John Fitzgerald Kennedy et du Dr Martin Luther King.
Cette demande de réexamen sur l'assassinat du président Kennedy se manifesta d'autant plus particulièrement après la diffusion publique, pour la première fois sur une chaîne de grande écoute, du film d'Abraham Zapruder le 6 mars 1975, dans l'émission Good Night America, montrant notamment l'étonnant mouvement en arrière du président après le tir à la tête alors que, selon l'enquête de la commission Warren, Lee Harvey Oswald était dans son dos. Le film avait été en effet conservé à l'abri des regards du grand public par le magazine Life dans un coffre fort et qui n'avait pas publié en 1963 les clichés relatifs à l'impact de la balle mortelle. Il avait été diffusé uniquement en 1969 de manière restreinte au cours du procès intenté contre Clay Shaw par le procureur de la Nouvelle Orléans, Jim Garrison qui enquêtait sur l'assassinat et qui avait contraint par décision de justice le magazine Life à lui fournir l'original. Des copies pirates circulèrent par la suite renforçant les doutes grandissants de la population. En 1975, 87 % des Américains doutaient de la version officielle.
Le U.S. House of Representatives Select Committee on Assassinations (H.S.C.A.) reprend les enquêtes à zéro, réexamine les pièces, réentend certains témoins, et fait examiner tous les éléments par des experts médicaux, balistiques, photographiques, et deux experts en acoustique (Mark Weiss et Ernest Aschkenasy).

#### Les conclusions du H.S.C.A.
En résumé, le H.S.C.A. confirme l’essentiel des conclusions techniques de la Commission Warren sur les circonstances de l’assassinat tout en concluant à l'existence probable d'une conspiration. Elle aboutit dans les deux cas à l'existence d'une conspiration au vu des nouvelles informations en sa possession, en reprenant les conclusions de la Commission Warren, considérant Lee Harvey Oswald comme le tireur responsable des blessures mais que le décès de John Fitzgerald Kennedy était le résultat d'un complot, avec la présence d'un second tireur. Elle considéra également que la Commission Warren n'avait pas enquêté de manière adéquate sur la possibilité d'un complot ayant pour objectif d'assassiner le président.
La théorie de la « balle unique », notamment, est validée par une analyse par activation neutronique comparative qui conclut que les fragments retrouvés dans le poignet du gouverneur proviennent de la balle retrouvée à Parkland (cette analyse et sa méthode sont également critiquées).
Une analyse fine du film Zapruder, dont des copies de qualité correcte sont enfin disponibles, aboutit à la conclusion que la tête du président est, au moment du tir à la tête, projetée brièvement vers l'avant, ce qui correspond aux autres analyses, notamment médicales, qui identifient les blessures comme correspondant à un tir provenant de l'arrière. Le mouvement vers l'arrière est considéré comme explicable par un spasme neuromusculaire consécutif à la destruction du cerveau.
Les experts médicaux et balistiques, tout en critiquant durement la façon dont notamment l'autopsie a été menée, valident aussi les conclusions de la Commission et le fait que le président a été touché par deux balles tirées par Lee Harvey Oswald à partir d'une fenêtre au 5e étage du dépôt de livres scolaires. Néanmoins, au cours de la reproduction des tirs, notamment le second, le tireur du HSCA indiqua que son champ de vision était trop obstrué par le chêne en contrebas pour pouvoir ajuster correctement son tir sur la limousine sur Dealey Plaza.
Pourtant, au vu de l'enquête menée sur Dealey Plaza par les experts en acoustique à partir de l'enregistrement Dictabelt d'une moto de la police, le H.S.C.A. conclut qu’il y a bien une conspiration, dans la mesure où quatre coups de feu ont été tirés, ce qui implique l'existence d'un tireur inconnu posté derrière la palissade (sur la butte herbeuse), ayant tiré le troisième coup de feu, mais ayant raté sa cible,.
D'autre part, le H.S.C.A. estime que Jack Ruby était lié au crime organisé. Elle critique la Commission Warren pour ne pas avoir utilisé les éléments établissant ces liens, comme la multiplication des contacts de Ruby avec la Mafia dans les mois précédant l'assassinat de Kennedy.
Le Secret Service fut également sévèrement critiqué pour ne pas avoir respecté ses procédures et les avoir modifiées entre le voyage à Houston le 21 novembre 1963 et celui à Dallas le 22 novembre 1963. Le HSCA, en 1978, a conclu à ce sujet à une défaillance claire et prononcée dans la protection rapprochée du président de la part du Secret Service, qui ne respecta pas ses propres règles de sécurité d'ordinaire draconiennes sur l'ensemble du parcours avec tireurs sur les toits sur tout le parcours et fenêtres fermées. Le HSCA indiqua que : « Les modifications apportées par le Secret Service au plan initial de déploiement des motos du département de police de Dallas ont empêché l'utilisation d'un maximum de précautions de sécurité ». Le HSCA nota qu'à Houston, le 21 novembre 1963, à la différence de Dallas, la limousine présidentielle était entourée de 6 motards sur ses flancs et 33 de plus surveillaient et sécurisaient la parade officielle. De plus, Le Secret Service n'a pas respecté ses propres règles de sécurité et notamment l'interdiction de faire emprunter au véhicule présidentiel des virages d'un angle supérieur à 90° afin d'empêcher par une réduction trop importante de la vitesse, une vulnérabilité accrue des passagers à des tirs. Le virage d'Elm Street emprunté le 22 novembre 1963 faisait 120° et a fait ralentir la limousine présidentielle la Lincoln à 18 km/h. Enfin, une unité de la garde nationale du Texas qui aurait dû renforcer le dispositif de sécurité fut laissée en repos.
Le HSCA restitua également le contexte historique, plus spécifiquement sur les opérations anti-castristes menée par la CIA sur ordre de la Maison Blanche à partir de 1960 avec les exilés cubains anti-castristes recrutés et formés par cette dernière en alliance avec le crime organisé pour mettre fin au régime de Fidel Castro. L'avènement du régime de Fidel Castro fut pour la mafia américaine, en avril 1959, et malgré ses tentatives préventives de se concilier les faveurs du nouveau régime, une perte considérable avec la fermeture des casinos, lieux de prostitution et du trafic de drogue à Cuba sous le régime du dictateur Batista, protégé par les États-Unis pour la défense des intérêts économiques américains. En 1959, le montant annuel généré par les activités criminelles sur l'île était estimé à 100 millions de dollars soit 900 millions rapporté en 2013.
Le HSCA détermina qu'un changement progressif de politique était mené par l'administration de John Fitzgerald Kennedy à l'égard de Cuba avant son assassinat au cours de l'année 1963. Ceci avait été mentionné aussi par le journaliste français Jean Daniel, qui venait d'obtenir un entretien de John F. Kennedy, suivi par un entretien et par une invitation à déjeuner de Fidel Castro, au cours duquel le premier ministre cubain apprit l’assassinat de John Fitzgerald Kennedy le 22 novembre 1963. Ce changement intervenait après l'échec de l’invasion de la baie des cochons en avril 1961 (opération montée par la CIA), puis la crise des missiles d'octobre 1962. Il visait à apaiser les relations avec Cuba et ouvrir de nouvelles perspectives, ce qui avait braqué contre le président des États-Unis les groupes paramilitaires américains constitués de la frange la plus radicale des Cubains anti-castristes aux États-Unis, des agents américains du renseignement et des criminels de la mafia américaine, qui continuèrent leurs opérations conjointes pour renverser le régime de Fidel Castro, malgré les demandes d'arrêt formels de la Maison-Blanche.

#### La critique de l'expertise acoustique du H.S.C.A.
Outre que la présentation médiatique est critiquée (on n'entend aucun coup de feu sur la bande, il s’agit d’une interprétation d’impulsions sonores[réf. nécessaire]), la moto censée avoir été celle où se trouvait l'enregistreur n'aurait pas été sur Dealey Plaza à 12 h 30, la bande comportant, au moment des impulsions, des dialogues survenus une minute environ après l’attentat.[pas clair] Un panel formé par l’Académie Nationale des Sciences rejette les conclusions des experts acoustiques du H.S.C.A.. Son étude est critiquée à son tour par le scientifique Donald B. Thomas, lequel réhabilite les conclusions acoustiques du H.S.C.A,. Cette critique est cependant réfutée par une étude parue dans le même journal en 2005.
Les dossiers d'enquête du HSCA sont classés initialement confidentiels jusqu'en 2029. Ils seront rendus publics à la suite du film d'Oliver Stone JFK paru en 1991 à partir de 1992 et du travail du Assassination Records Review Board (voir plus bas).
L'historien Thierry Lentz, auteur d'une synthèse sur le sujet, considère que le rapport du HSCA doit être considéré comme la version officielle car il a été mené de manière plus rigoureuse que la Commission Warren (cette dernière n'eut d'ailleurs par exemple pas accès aux photographies et aux radios originales de l'autopsie et du se contenter des dessins effectués par des dessinateurs du FBI). Avec le recul, le HSCA, en soutenant les conclusions du rapport de la commission Warren mais en confortant l'hypothèse de la conspiration, voulait éviter une remise en cause plus profonde et déstabilisante de la vérité officielle.
En effet, comme le note l'historien Thierry Lentz, le HSCA, en révélant que la Commission Warren et avec elle, l'appareil fédéral américain dans son entier, c'est-à-dire l'administration Johnson, les institutions officielles, la police de Dallas, le F.B.I. et la C.I.A., avaient menti au plus haut niveau, la chambre des représentants se trouvait alors contrainte de valider l'hypothèse inévitable d'une conspiration prenant sa source dans l'appareil d'État fédéral américain lui-même.

### Travail du Assassination Records Review Board (ARRB)
ARRB pour Assassination Records Review Board ou Commission d'Examen des assassinats.
Instauré en 1992 à la suite du President John F. Kennedy Assassination Records Collection Act, cet organisme indépendant n'a pas pour objectif de relancer l'enquête mais de gérer la déclassification des millions de documents en provenance du FBI, de la CIA, de la Commission Warren, du HSCA et d'autres organismes gouvernementaux à la suite de la demande du grand public après le film JFK d'Oliver Stone en 1991.
Actif jusqu'en 1997, menant des interviews de personnes et témoins encore vivants, il a permis la révélation d'informations confidentielles notamment sur la disparition des clichés de l'autopsie.

## Théories de complot
Après l’assassinat du président Kennedy, des dizaines de chercheurs et auteurs se succèdent et des centaines de livres sont écrits.
Le premier à penser à un complot est son frère Robert Kennedy. Connaissant par sa fonction de ministre de la Justice les bruits de couloir concernant la mafia et les Cubains anti-castristes, il s'inquiète pour la sécurité de son frère au point d'essayer, au cours des mois précédents, de récupérer la protection du président en sa capacité d'Attorney General en la retirant au Secret Service : « Officiellement, pour ne pas enflammer le pays, il a soutenu la thèse du tueur solitaire issue du rapport Warren. Mais, en privé, il a recherché les commanditaires du complot. Comme les conspirateurs devaient appartenir aux cercles qu’il avait été censé contrôler, il était paralysé. Manipulateur lui-même et connaissant les rouages du pouvoir à Washington, Robert Kennedy était convaincu que la seule façon de résoudre l’énigme serait de reprendre, un jour, la Maison-Blanche. »
Contre la version officielle, qui affirme qu'Oswald seul a tué Kennedy, les hypothèses d'un complot se multiplient et se confrontent.
La théorie de l'innocence d'Oswald est antérieure même à la naissance d'une théorie du complot : elle commence avec la défense de Lee Harvey Oswald par sa mère, Marguerite, dès l'annonce de son assassinat, et la décision du président Johnson de faire croire que l'assassin présumé a agi avec circonstances atténuantes à cause d'une enfance malheureuse. Pour Marguerite Oswald, il ne fait pas de doute que son fils est innocent et qu'il y a au moins une autre personne qui s'est arrangée pour le piéger. Marguerite est représentée par l'avocat Mark Lane. Elle a un allié en la personne du journaliste du Figaro Léo Sauvage. La Commission Warren, selon lui, n'a absolument pas l'autorité d'une cour de justice, puisqu'elle ne prend pas en compte le point de vue de la défense. À un moment, la commission falsifie même des informations, ou tout au moins crée la confusion, attribuant à Madame Oswald, « la mère », la reconnaissance de vérités à charge pour Lee Harvey Oswald, alors qu'elles viennent en fait de Madame Oswald « l'épouse », Marina, laquelle est convaincue de la culpabilité de son mari (cette confusion est entretenue par l'omission probablement volontaire[réf. nécessaire] de l'indication du prénom de la déposante). Les deux dames Oswald ne sont d'ailleurs pas confrontées. Léo Sauvage, lui, est convaincu de la réalité d'un complot ségrégationniste ne pouvant impliquer l'accusé, car Lee Harvey Oswald est favorable, aux dires même de la Commission Warren, à la politique antiraciste de Kennedy. Le fait même qu'Oswald ait tenté en avril 1963 d'assassiner Edwin Walker (une des « huit preuves » invoquées par la Commission Warren), général d'extrême-droite, ennemi juré de Kennedy, plaide en faveur de son innocence dans l'attentat de Dallas. Au cours des années, d'autres thèses de la conspiration sont envisagées : de 3 à 15 projectiles auraient été tirés par 2 à 10 tireurs travaillant selon différentes combinaisons ; ils auraient tiré du dépôt de livres, ou du bâtiment Dal-Tex, ou du tertre herbeux, ou des rails de chemins de fer sur le pont, ou des toits d'au moins deux bâtiments ; ils auraient travaillé indépendamment ou par équipes coordonnées par radio.
Les commanditaires envisagés incluent Lyndon B. Johnson, la mafia de Chicago, les anti-castristes, la C.I.A., le complexe militaro-industriel des États-Unis, l'extrême-droite texane. Quelques auteurs incriminent Cuba ou même l'Union soviétique. Pour l'historien Thierry Lentz, la « collusion » entre « les officines anti-castristes de la C.I.A. et la mafia », excédées à la fois par les revirements de la politique de John F. Kennedy sur le dossier cubain et par la répression grandissante contre la pègre par le ministère de la justice mené par Robert F. Kennedy, rend plausible un dérapage ayant abouti à l'assassinat.
Un des exemples d'hypothèse de complot est donné par l'enquête de Jim Garrison, qu'il a relaté dans son ouvrage J.F.K Affaire non classée. Son hypothèse se base sur l'opposition durable et croissante de la CIA à la politique d'apaisement des relations entre les Etats-Unis et Cuba mené par le président John F. Kennedy à partir d'Octobre 1962 à la suite de la grave crise des missiles qui avait fait mesurer aux deux parties en présence les risques d'une confrontation nucléaire. La centrale de renseignement, qui avait été humiliée par l'échec de l'opération, mal élaborée, de l'invasion de la Baie des Cochons en Avril 1961 par le refus de John F. Kennedy de faire intervenir les forces armées pour envahir l'île, était activement engagée avec le crime organisé et la communauté anti-castriste cubaine réfugié en Floride et forte de 4 millions de personnes à renverser Fidel Castro,. À l'appui de cette thèse, il faut souligner, la présence de Lee Harvey Oswald au sein de l'antenne anti castriste de Guy Banister à la Nouvelle Orléans, les photos et enregistrements fournis par la CIA dans les premières heures de la garde à vue indiquant la présence supposés de Lee Harvey Oswald au consulat soviétique au Mexique en Septembre 1963 qui se révèlèrent faux, ou encore le soutien de l'Armée américaine qui projettait l'invasion de l'île cubaine, si nécessaire au moyen de faux attentats sur le territoire des Etats-Unis comme l'opération Northwood, refusé par le président en 1962, et ce, alors en plein contexte de Guerre Froide et de course aux armements nucléaires avec l'URSS,,.
Le magazine Science et Vie illustre involontairement le flottement sur le sujet : un an après l'attentat, il publia un article détaillé à base de considérations balistiques intitulé « Lee Oswald n'a pas pu tuer John F. Kennedy » ; trente ans plus tard, en octobre 1993, il en publia un autre expliquant pourquoi c'est Oswald qui a tué Kennedy, sans faire référence au premier article ; puis dans son hors-série de juin 2013, Science et Vie revint sur « 10 crimes historiques élucidés par la science », avec un article intitulé « John F. Kennedy : la police scientifique entravée » qui prend en compte l'hypothèse d'un deuxième tireur.
De retour à Paris après les obsèques de Kennedy, Charles de Gaulle résume ses impressions devant Alain Peyrefitte, le 27 novembre 1963 : Oswald n'est qu'un « faux assassin », Jack Ruby un « indicateur » agissant pour le compte d'une police qui est « de mèche avec les ultras », et qui a au moins « laissé faire » l'assassinat de Kennedy. Le général ajoute : « Ça a l'air d'une histoire de cowboys, mais ce n'est qu'une histoire d'OAS [...]. Ils se sont saisis de ce communiste qui n'en était pas un, tout en l'étant. C'est un minus habens et un exalté. C'était l'homme qui leur fallait. Un merveilleux accusé [...]. Ils le gardaient en réserve ! [...]. On ne pouvait pas le descendre sans autre forme de procès. Mais un procès, vous vous rendez compte, c'est épouvantable, des gens auraient parlé. On aurait remué des choses ! On aurait tout déballé ! Alors la police est allée chercher cet indicateur qui n'avait rien à lui refuser et qu'elle tenait parfaitement en main, et ce type s'est dévoué pour tuer le faux assassin, sous prétexte qu'il fallait défendre la mémoire de Kennedy ! C'est de la rigolade. Toutes les polices du monde se ressemblent, quand elles font de basses besognes. On ne saura jamais la vérité. Car elle est trop terrible, trop explosive : c'est un secret d'État. Ils feront tout pour le cacher : c'est un devoir d'État. Sinon, il n'y aurait plus d'États-Unis ».

### Incompétence, prudence politique ou opération de couverture
Outre de nombreux éléments factuels qui continuent à entretenir le doute, la manière dont les enquêtes ont été menées par les diverses agences gouvernementales n'est pas étrangère au développement des théories du complot. Certains reproches relèvent de l'hypercritique, comme le reproche fait à la police de Dallas de ne pas avoir pris de notes ni enregistré les interrogatoires d'Oswald (d'autant plus qu'il est apparu ultérieurement que des notes grossières avaient bien été prises et conservées). Dans le même ordre d'idées, le F.B.I. de Dallas a détruit, quelques jours après l'assassinat, une note déposée à son bureau par Oswald peu de temps avant : cet incident serait révélateur des erreurs commises par les agences gouvernementales.
Il est avéré, notamment par les conclusions des enquêtes de la Commission Church et du H.S.C.A., que des informations ont été cachées par la C.I.A. et le F.B.I.,
Une des craintes de Johnson était que l'on découvre un complot communiste et cette crainte a été communiquée à Earl Warren lors de la constitution de sa commission. La commission est dès lors apparue comme un corps gouvernemental dont la tâche était de valider la thèse du tireur unique ou de montrer qu'il n'y avait pas eu complot, plutôt que comme une commission indépendante et impartiale. Le H.S.C.A., tout en relevant des carences dans les conclusions de la Commission Warren, a validé l'essentiel de ses résultats, en concluant cependant à un complot, avec un second tireur qui aurait raté la cible. Le H.S.C.A. demanda en 1979 que le département de la Justice reprenne l'enquête. Toutefois, en 1988, ce dernier déclara qu'aucune nouvelle preuve ne permettait de rouvrir l'enquête, en contradiction avec les éléments apportés, vérifiés et confirmés par la Chambre des représentants.

### Quelques suspects
Dans l'hypothèse de l'existence d'un complot, plusieurs suspects sont cités par divers auteurs ou chercheurs.
Au premier rang figure le vice-président Lyndon B. Johnson, dont l'accession à la présidence résout certains des problèmes qu'il semble avoir, liés à des suspicions de corruption et de meurtres, notamment celui d'un employé du ministère de l'Agriculture qui enquêtait sur l'un de ses pourvoyeurs de fonds. Cette thèse, formulée par Craig Zirbel et remise à jour par William Reymond, implique Malcolm Wallace, un homme dangereux, ayant assassiné John Douglas Kinser, beau-frère de Johnson et qui fut condamné pour ces faits et dont une empreinte aurait été retrouvée au 5e étage du dépôt de livres. D'autres auteurs indiquent que Kennedy songeait à remplacer Lyndon Johnson, probablement par Terry Sanford, pour le ticket démocrate lors du scrutin de 1964, d'où une motivation pour la conspiration mais la théorie souffre d'un manque de preuves.
Parmi les premiers suspects possibles, on relève aussi la mafia. Cette théorie est notamment développée par Robert Blakey, directeur du House Select Committee on Assassinations, qui penche pour un complot ourdi par les chefs mafieux Sam Giancana, Carlos Marcello, Santo Trafficante Junior et Jimmy Hoffa, le tout-puissant président du syndicat des camionneurs relié au crime organisé au travers de la caisse des retraites des Teamsters. La mafia est présente à de nombreuses périodes dans l'histoire du clan Kennedy, depuis les relations du père de John Kennedy, Joe Kennedy, avec la mafia de Chicago à l'époque de la prohibition, jusqu'à l'aide apportée par les hommes de Sam Giancana durant la campagne de John Kennedy à la demande de son père, en passant par Judith Campbell Exner, maîtresse commune de John Kennedy et du parrain de Chicago Sam Giancana, au grand dam du F.B.I.. L'ingratitude du clan Kennedy et la « croisade » contre le crime organisé de Robert Kennedy, frère de John et Attorney General (ministre de la Justice), rend les chefs de la mafia furieux (plus de 2 000 poursuites notamment sous la forme de fraude fiscale furent lancées par l'Internal Revenue Service). Carlos Marcello, parrain de La Nouvelle-Orléans, expulsé par Robert Kennedy au Guatemala en avril 1961, et principal mafieux cité dans cette affaire, aurait, selon plusieurs témoins, fréquemment prononcé des menaces de mort à l'adresse des Kennedy. On lui attribue cette métaphore : « Un chien continue à mordre si tu lui coupes la queue », sous-entendant par là que, pour neutraliser Robert Kennedy, il valait mieux éliminer directement son frère. Des liens entre Jack Ruby, l'assassin d'Oswald, et le milieu mafieux de Dallas, sont également souvent évoqués, notamment via Civello, le lieutenant de Carlos Marcello à Dallas, même si, pour les sceptiques, ces liens étaient seulement ceux pouvant lier un tenancier de boîte louche aux milieux criminels. Cependant Jack Ruby fut en lien avec Santos Trafficante avant sa chute à Cuba et participa à la logistique du débarquement de la baie des Cochons en Avril 1961 montée par la C.I.A.. L'assassinat de Lee Harvey Oswald par Jack Ruby, le 24 novembre 1963, est le seul point qui accorde tout le monde sans exception aucune : les caméras du monde entier ont filmé ce propriétaire de boîte de nuit à la télévision en train de tirer à bout portant sur le prévenu, dans un commissariat de police.
En 1975, à la mort de Sam Giancana, impliqué dans les opérations clandestines croisées de la CIA et de la mafia contre le régime cubain de Fidel Castro, assassiné par balles à son domicile pourtant placé sous surveillance du FBI et ce, à quelques jours de son témoignage devant la commission Church, le FBI surprit une conversation téléphonique dans laquelle Santo Trafficante Junior, l'ancien parrain de Cuba, indiquait : « À présent, seules deux personnes sachant qui a tué Kennedy sont vivantes et elles ne parleront pas. »
Selon Lamar Waldron, 4,5 millions de pages de documents déclassifiées dans les années 2000 et 2010 mettraient en cause la mafia dans une volonté de prévenir une attaque des États-Unis contre Cuba programmée pour le 1er décembre 1963, s'appuyant selon la volonté de Kennedy sur le numéro 3 de la révolution cubaine Juan Almeida, et excluant le milieu du crime organisé qui ne pourrait ainsi reprendre ses possessions perdues après la révolution cubaine. D'après lui deux tueurs professionnels italiens, recrutés par la mafia, ont accompli la tâche en passant secrètement à l'aller comme au retour par le Canada. Ils avaient à Dallas un complice français, Michel Mertz, trafiquant de drogue portant un temps le pseudonyme de Jean Souètre anti-gaulliste mêlé à l'attentat du Petit-Clamart contre le général De Gaulle. Ce dernier était un officier fugitif résidant en fait à Barcelone le jour de l'attentat de Dallas. Selon Waldron, Lee Harvey Oswald a servi de bouc émissaire et à la suite d'un chantage de la mafia qui avait surpris Jack Ruby en train de prendre dans la caisse pour régler un problème fiscal. Toujours selon Waldron le propriétaire de boîte de nuit élimina Oswald pour l'empêcher de prouver son innocence. L'auteur prédit en conclusion la normalisation des relations entre les États-Unis et Cuba : les soupçons d'une implication de Fidel Castro dans l'assassinat de Kennedy selon lui sont dissipés, de par ces preuves de l'innocence totale de Lee Harvey Oswald.
Souvent citée avec la mafia, la C.I.A. est aussi un des suspects favoris parce que souvent liée à des opérations troubles en collusion avec la mafia, et devenue particulièrement hostile au président depuis le fiasco du débarquement de la baie des Cochons en avril 1961. Le président Kennedy avait par ailleurs entrepris de réduire les pouvoirs de la C.I.A. et avait, en novembre 1961, forcé à la démission son directeur, Allen Dulles, figure tutélaire de la C.I.A. (et futur membre de la commission Warren), ainsi que plusieurs membres de la direction responsables de l'opération comme Charles Bissel et Charles Cabell (frère d'Earle Cabell, maire de Dallas de 1961 à 1964). La suspicion vis-à-vis de l'agence de renseignement s'appuie également sur le fait que les années avant et pendant le mandat de Kennedy sont une des périodes durant lesquelles la C.I.A. a produit le plus de « coups tordus », notamment au Viêt Nam, en Iran contre Mossadegh en 1953, au Guatemala contre Jacobo Arbenz en 1954, en Indonésie contre Sukarno en 1958, en Congo contre Lumumba en septembre 1960 et à Cuba contre Fidel Castro et d'autres dirigeants cubains entre l'automne 1959 et le printemps 1961. Or à la tête de la CIA se trouvait entre janvier 1953 et novembre 1961 l'un des sept membres de la future Commission Warren, Allen Dulles, qui au plus haut niveau y supervisa l'enquête sur l'attentat de Dallas. En 1964 cet homme était donc bien placé pour étouffer l'affaire et dissimuler un complot auquel il aurait lui-même participé. Après l'échec de la Baie-Des-Cochons le président Kennedy décida, le 29 novembre 1961, de le destituer.
L'image d'un complot à l'échelle nationale se précise si on ajoute les liens de la C.I.A., non seulement avec la mafia, mais aussi avec la droite conservatrice et le complexe militaro-industriel, souhaitant l'extension du conflit vietnamien (alors que, selon certaines sources, le président veut retirer le pays de ce bourbier).
Les milieux anti-castristes, ainsi que le F.B.I. de J. Edgar Hoover, sont aussi souvent mentionnés comme impliqués, avec ou sans la C.I.A.. L'île de Cuba fut le point de tension majeur durant la guerre froide entre l'URSS et les États-unis avant l'intensification de la guerre du Viêt Nam durant les années 1960. Elle cristallise en effet de nombreuses hypothèses autour d'un complot, notamment à travers l'épisode retentissant du débarquement de la baie des Cochons qui fut le plus grave échec militaire, diplomatique et stratégique des États-Unis après la fin de la Seconde Guerre mondiale. Le président John F. Kennedy, face aux risques d'une réaction soviétique sur la zone de Berlin occupée, et confronté aux réactions diplomatiques internationales lors de l'opération, notamment au sein de l'Organisation des Nations unies, refusa au dernier moment de soutenir l'opération de débarquement mise au point et soutenue par la C.I.A. avec une intervention de l'armée de l'air des États-Unis, en faisant annuler la seconde vague de bombardements aériens. Cette décision lui vaut l'hostilité des anti-castristes, sacrifiés pour rien et pensant bénéficier d'un soutien sans faille de la C.I.A., et celle de la mafia, qui ayant financé et aidé son élection en 1960, souhaitait récupérer ses revenus liés au jeu, aux stupéfiants et à la prostitution sous Fulgencio Batista à Cuba avant la révolution castriste, soit 100 millions de dollars en 1963 annuels (l'équivalent de 900 millions de dollars en 2013) ; mafia qui était engagée en parallèle dans une lutte sans merci contre son frère, Robert Kennedy, qui en avait fait de la lutte contre cette derniere un axe majeur de son action après le comité Macleland qui enquêta sur les malversations et blanchiment d'argent dans le syndicat des steamers dirigé par Jimmy Hoffa.
On évoque également une réaction des castristes qui reprochaient aux États-Unis leur ingérence à Cuba. Toutefois en 1979, le H.S.C.A. qui put interroger Fidel Castro en personne, conclut à l'absence d'implication des autorités cubaines, en raison de pourparlers secrets alors en cours entre la Maison-Blanche et La Havane pour un apaisement des relations. Mais, plus encore que le désastre de la baie des Cochons, à l'automne 1962, c'est la crise des missiles de Cuba qui est perçue par les anti-castristes, la mafia, la C.I.A. et les autorités militaires comme une trahison ; au cours de la crise, ils recommandaient ou souhaitaient en effet le bombardement de l'île face à l'administration Kennedy qui préféra faire émerger en fin de compte une solution diplomatique.
Kennedy prit ainsi, en octobre 1962, l'engagement public de ne pas envahir Cuba. À partir d'avril 1963, il concrétisa cet engagement par des mesures de prévention militaire des attaques anti-castristes contre le territoire cubain, notamment les opérations d'infiltration et de destruction à La Havane, en faisant fermer sur le sol des États-Unis les camps d'entraînement des exilés anti-castristes par l'intervention du F.B.I.. Au Texas, peu après l'annonce de son voyage à Dallas en mai, un tract anti-castriste circula, annonçant que son remplacement par le vice-président texan permettrait de remettre sur la table des négociations une invasion de Cuba. De même, début 1963, en raison de la lutte intensive menée contre le crime organisé par le ministère de la Justice, de nombreuses figures du crime organisé s'élevèrent à travers tous les États-Unis pour demander l'élimination des Kennedy. Un dérapage de l'alliance mafia-C.I.A., employant les exilés anti-castristes pour provoquer la chute du régime de Cuba, aurait alors conduit à l'élimination du président John F. Kennedy. Ce contexte historique fut mis en avant et analysé en détail par le H.S.C.A. comme en témoigne son rapport de 1979.
Il est en revanche peu probable que l'accord pour les retraits mutuels de missiles en Turquie et à Cuba ait joué, car cette clause est restée secrète jusqu'à la parution, en 1968, du livre posthume de Robert Kennedy, Thirteen Days.
Michael Collins Piper (en), un conspirationniste américain, avance aussi l'idée d'une possible connexion entre la mafia juive et le Mossad. Sa thèse explique que l'un des facteurs qui a conduit à l'assassinat de J.F.K. est que ce dernier voulait suspendre le programme d'armement nucléaire franco-israélien.
Parmi les thèses les plus insolites, il y a la « thèse montréalaise ». Cette thèse affirme que J.F.K. était opposé aux militants sionistes et que ceux-ci ont décidé de l'assassiner. Les assassins auraient fui vers Montréal et vers l'Europe avec l'aide de la famille Bronfman.
Le tueur à gages Charles Harrelson a confessé avoir été lié à l'assassinat du président américain. James Files a prétendu en 1991 être un des tireurs de l'assassinat, il aurait tiré depuis une clotûre en bois (grassy knoll),,.
Des membres de l'O.A.S. ont été mis en cause dans Triangle of Death de Brad O’Leary et L.E. Seymour, paru en 2003[réf. nécessaire], sur la base de documents déclassifiés. Cette piste a pourtant été démentie, notamment par le journaliste Vincent Quivy dans Qui n'a pas tué John Kennedy ? paru en 2013.

## Années 2000

### Un doute jamais levé
Selon divers sondages au début des années 2000, alors que la majorité des citoyens des États-Unis croient qu'Oswald a participé à l'assassinat, seulement 20 à 30 % d'entre eux croient qu'Oswald était le seul assassin du président Kennedy. Mi-avril 2013, selon le dernier sondage de l'Associated Press / GfK, 59 % des Américains croient à une conspiration, contre 24 % qui croient à la seule culpabilité d'Oswald, tandis que 16 % sont sans opinion.
De fait, bien que la culpabilité d'Oswald soit officiellement établie, beaucoup de chercheurs pointent un certain nombre d'éléments qui indiqueraient, selon eux, une conspiration pour assassiner le président Kennedy.

### La publication des archives
Sans doute à la suite de l'émotion soulevée par le film JFK, le Congrès des États-Unis passe en 1992 une loi intitulée le JFK Assassination Records Collection Act (en) qui conduit à la création de l'Assassination Records Review Board (A.R.R.B.).
Le Congrès conclut en effet que le secret a conduit le public à croire que le gouvernement avait quelque chose à cacher, et charge l'A.R.R.B. de rassembler toutes les informations disponibles, d'en collecter de nouvelles et de mettre ces informations à la disposition du public, l'ensemble des documents devant être rendus publics au plus tard le 26 octobre 2017.
L'ARRB n'est pas chargé de déterminer qui a tué le président Kennedy, ni pourquoi, mais de rassembler des informations. Il mène certaines enquêtes, entend notamment le témoignage de personnes qui ont déjà déposé devant les commissions d'enquête précédentes (comme celui des médecins urgentistes ayant soigné le président Kennedy) et commence à rendre les documents publics.

### Documents
Le 19 février 2007, un film amateur resté inédit jusqu'alors est rendu public, tandis que son original est donné au musée consacré à l'assassinat à Dallas (le Sixth Floor Museum). Le film, dont certaines images ont été prises 90 secondes avant l'assassinat, a été tourné en couleurs avec une caméra 8 mm par un amateur nommé George Jefferies.
En 2017, le président Donald Trump annonce que 3 100 documents inédits seraient publiés le 26 octobre de la même année, ainsi que des dizaines de milliers de documents qui avaient auparavant été caviardés. Le 26 octobre 2017, 2 891 documents inédits sont mis en ligne sur le site Internet des Archives nationales des États-Unis. Les autres devaient l'être six mois plus tard, c'est-à dire le 26 avril 2018. Il n'en fut rien.
Si de nombreux documents ont été rendus publics, un nombre bien plus important aurait dû l'être en 2017 :
- environ 3 % des documents de la Commission Warren ;
- environ 21 % des documents du House Select Committee on Assassinations ;
- un certain nombre de documents provenant de la CIA, du FBI, du Secret Service, de la National Security Agency, du département d'État, du corps des Marines et d'autres agences gouvernementales.

Ces archives restent donc encore secrètes, leur teneur étant jugée trop sensible par la CIA et le FBI.

### 22 novembre, jour du souvenir du président John F. Kennedy
En 2013, à l'occasion du cinquantième anniversaire de la mort de Kennedy dans la ville de Dallas (surnommée depuis la « cité de la Haine »), les drapeaux des bâtiments officiels des États-Unis sont mis en berne. Le président Barack Obama proclame la journée du 22 novembre « jour du souvenir du président John F. Kennedy ». Cet anniversaire est également célébré dans plusieurs pays qui perpétuent le « mythe Kennedy ».

### Une nouvelle demande de réouverture de l'enquête en 2019
Le 20 janvier 2019, une demande formulée par 60 personnalités afin de rouvrir officiellement les enquêtes sur les assassinats de Malcolm X, Robert Kennedy, Martin Luther King et John Kennedy a été effectuée par le Comité de vérité et de réconciliation (consultable en ligne) dont font partie Robert Blakey (directeur du H.S.C.A.), les enfants de Robert Kennedy, le cinéaste et réalisateur Oliver Stone, Daniel Ellsberg (le lanceur d'alerte sur les Pentagon Papers en 1971), ou encore le docteur Robert McClelland, l'un des chirurgiens du Parkland Hospital à Dallas intervenu sur le président Kennedy le 22 novembre 1963.
Le 23 août 2024, le candidat républicain à la Présidence des Etats-Unis Donald  Trump avait déclaré vouloir créer une « commission présidentielle indépendante sur les assassinats ». Dirigée par Robert F. Kennedy, elle devait divulguer les derniers documents secrets.
À peine élu, le président Donald J. Trump signe le 23 janvier 2025 un décret, « ordonnant la déclassification des dossiers relatifs aux assassinats du président John F. Kennedy, du sénateur Robert F. Kennedy et du révérend Martin Luther King Jr ». « C'est un grand pas en avant », a déclaré le président alors qu'il s'apprêtait à signer le décret. « Beaucoup de gens attendent cela depuis des années, des décennies. Et tout sera révélé ».

## Conséquences à long terme
L'assassinat du président Kennedy a un impact considérable non seulement sur tous les citoyens des États-Unis mais aussi sur la population du monde entier.
La confusion et les doutes entourant l'assassinat de Kennedy, puis celui de son assassin présumé, Lee Harvey Oswald, provoquent l'apparition des premières failles dans le rêve américain — et, finalement, dans le rêve de paix qu'il porte — ainsi que le début du déclin de la confiance que les citoyens du pays accordent à leur gouvernement.
Près de cinq ans plus tard, en 1968, l'assassinat du frère du président, Robert Kennedy, précédé deux mois plus tôt de celui du meneur du mouvement des droits civiques, le pasteur Martin Luther King, sont de nouveaux coups portés aux espoirs de changement politique et social, et les doutes grandissants à l'égard de la guerre du Viêt Nam aggravent encore le déficit de confiance allouée au gouvernement. La fin des années 1960 correspond à un aboutissement de ce processus, avec la succession des émeutes raciales, de la révolte étudiante, troubles sociaux qui en définitive se propagent au monde entier.
Le scandale du Watergate, en 1974, est généralement considéré comme le point d'orgue de ce processus de rupture entre le peuple et le gouvernement des États-Unis. Les deux grandes crises qui minèrent la confiance du peuple en ses institutions et en ses présidents, à savoir la guerre du Viet-Nam et le Watergate, en lien avec la crise des Pentagon Papers, contribuèrent à la réouverture de l'enquête en 1978 par la Chambre des représentants, via le House Select Committee on Assassinations (HSCA).

## Culture populaire

### Films
L'impact de l'assassinat de Kennedy sur le cinéma commence avec le film Zapruder. Selon Jean-Baptiste Thoret, ce « film spectaculaire censé détenir la vérité d'un événement » porte « un coup fatal au principe de transparence sur lequel était fondé le cinéma hollywoodien classique (…). Auparavant, il suffisait de voir pour savoir et la vérité apparaissait dans l'image même. Le film de Zapruder, lui, montrait tout mais n'expliquait rien. On pouvait donc voir mais ne rien comprendre ». Les doutes engendrés par l'assassinat s'expriment largement au cinéma et dans des fictions télévisées.
En 1972, un film de fiction français, Far from Dallas, réalisé par Philippe Toledano, évoque pour la première fois l'assassinat de Kennedy sous la forme d'une recherche sur la disparition d'un journaliste parti aux États-Unis pour enquêter sur les faits. En 1973, David Miller réalise le premier film de fiction américain traitant de ce sujet (un film documentaire intitulé Rush to judgement d'après le livre de Mark Lane a précédemment été réalisé en 1967) intitulé Executive Action (Complot à Dallas en version française). Ce film (inspiré aussi par l'ouvrage Rush to judgement de Mark Lane) présente l'organisation et l'exécution d'un complot par des membres d'une organisation d'extrême-droite et de milliardaires texans destiné à assassiner le président Kennedy.
Flashpoint, réalisé par William Tannen et sorti en 1984, évoque de manière détournée l'assassinat, via la découverte par deux hommes d'un squelette et d'une carabine dans une Jeep incinérée, dont l'enquête révélera qu'il s'agit du véritable assassin du président Kennedy.
En 1991, le réalisateur Oliver Stone réalise JFK, basé sur le livre On the Trail of the Assassins de Jim Garrison. En 1992 sort Ruby, réalisé par John Mackenzie, sur l'assassinat d'Oswald par Jack Ruby, avec Danny Aiello dans le rôle-titre.
En 2008, le film de Charles Binamé, Le Piège américain, évoque la thèse d'une implication du trafiquant d'armes Lucien Rivard dans l'assassinat du président Kennedy.
Parkland de Peter Landesman, sorti en 2013, est le plus récent film consacré à l’assassinat, évoquant les évènements survenus à l'hôpital de Dallas le 22 novembre 1963.
Plusieurs films s'inspirent de l'assassinat de John F. Kennedy, sans pour autant l'évoquer explicitement. Arthur Penn qui est le réalisateur choisi par Kennedy lors du débat télévisé contre Nixon, s'inspire de l'assassinat dans trois de ses films : La Poursuite impitoyable (1966) où la scène du meurtre du fugitif joué par Robert Redford par un des lyncheurs fait directement référence à l'assassinat d'Oswald par Ruby, Bonnie and Clyde (1967) dans la scène de la fusillade finale, et La Fugue (1975) sur l'analyse d'un film amateur révélant un complot.
Brian De Palma y fait référence dans Greetings (1968) à travers le personnage de Lloyd Clay qui est persuadé que les preuves de la conspiration de l'assassinat de J.F.K. se trouvent dans les images prises le 22 novembre à Dealey Plaza ; puis dans Blow Out (1981) et dans Snake Eyes (1998).
Alan J. Pakula y fait allusion dans À cause d'un assassinat (The Parallax View, 1974) qui raconte, sur le thème de la conspiration, l'enquête d'un journaliste sur la disparition de témoins de l'assassinat d'un sénateur trois ans après les faits. Avec Klute (1971) et Les Hommes du président (All the President's men, 1976) du même metteur en scène, ce film fait partie d'une « trilogie de la conspiration ». Celle-ci s'inscrit dans une série plus large de « films de paranoïa » sortis à la même période et évoquant de manière plus ou moins lointaine les « pouvoirs invisibles » que l'on peut lier à l'assassinat du président Kennedy, une série qui inclut notamment Conversation secrète de Francis Ford Coppola (The Conversation, 1974) et Les Trois Jours du Condor (Three Days of the Condor, 1975) de Sydney Pollack.
Le film français I… comme Icare (1979) de Henri Verneuil met en scène une situation fictive, transposée dans un pays anonyme des années 1970, mais comparable à l'attentat contre le président Kennedy, et reprenant la thèse d'une conspiration : l'assassin présumé, Daslow (anagramme d'Oswald), a été piégé, l'attentat a été commandité par les services secrets et l'État profond.
Le personnage joué par Clint Eastwood en 1993, dans le film Dans la ligne de mire de Wolfgang Petersen, est un ancien agent du Secret Service qui se reproche de n'avoir pu empêcher l'assassinat de John Kennedy à Dallas. Le personnage principal du film suit la version de la Commission Warren.
En 2009, le film de Zack Snyder, Watchmen : Les Gardiens montre l'assassinat de J.F.K. ainsi que d'autres événements majeurs du XXe siècle allant de la bombe d'Hiroshima à la mission Apollo 11. Il est fortement sous-entendu que l'un des personnages principaux, Le Comédien, serait l'assassin de John F. Kennedy.
Dans X-Men: Days of Future Past (2014) de Bryan Singer, le mutant Magnéto est incarcéré au cœur du Pentagone car il est accusé d'avoir tué Kennedy.
En 2019, le film de Martin Scorsese The Irishman évoque la thèse de la responsabilité du crime organisé italo-américain dans l'assassinat de John F. Kennedy.

### Séries télévisées et téléfilms
The Trial of Lee Harvey Oswald (en) un téléfilm en deux parties, réalisé par Gordon Davidson et David Greene, avec Ben Gazzara, Lorne Greene et John Pleshette (en) dans le rôle de Lee Harvey Oswald, raconte de manière hypothétique un procès d'Oswald, si celui-ci n'avait pas été tué par Ruby.
Le téléfilm de Mel Stuart Ruby and Oswald (1978) avec Frederic Forrest dans le rôle d'Oswald et Michael Lerner dans celui de Ruby, évoque sous la forme d'un docu-fiction les faits concernant Lee Harvey Oswald et Jack Ruby, pendant et après l'assassinat de Kennedy en se basant sur le rapport Warren. Frederic Forrest disait à propos de ce téléfilm : « si vous croyez la Commission Warren, vous croirez ce film ».
Des créateurs et scénaristes de séries télévisées mirent leurs opinions en images : Donald Bellisario et Clément Malliet écrivirent trois épisodes relatifs à Lee Harvey Oswald dans la série Code Quantum, où ce dernier est présenté de manière négative. La série à succès X-Files : Aux frontières du réel, dans sa tradition du thème de la conspiration mondiale, contredit la thèse du tueur unique, et explore l'hypothèse du complot militaire, en faisant de «l'homme à la cigarette » le vrai tueur. La série Bones étudie l'affaire avec un point de vue plus scientifique, dans l'épisode 12 de la saison 5. L'épisode 12 de la 3e saison de Mad Men est entièrement consacré à l'assassinat, l'épisode se déroulant le jour même.
En 2016, la mini-série 22.11.63, adaptée du roman du même nom de Stephen King, raconte l'histoire de Jake Epping, un professeur d'anglais incarné par James Franco qui voyage dans le temps pour intercepter Lee Harvey Oswald et empêcher l'assassinat.
En 2020, la saison 2 d’Umbrella Academy se déroulant quelques jours avant et pendant l'assassinat. Sir Reginald Hargreeves y est mêlé.

### Documentaires
Un nombre très important de documentaires ont été réalisés pour exposer plusieurs thèses sur l'assassinat de Kennedy, en faveur ou en défaveur des conclusions du rapport Warren.
Le plus ancien film traitant de l'assassinat est un documentaire tourné en 1967 intitulé Rush to Judgment d'après l'ouvrage éponyme de Mark Lane (publié en France sous le titre L'Amérique fait appel…) en réaction contre les conclusions du rapport Warren. Réalisé par Emile de Antonio, le film montre Mark Lane interrogeant plusieurs témoins de l'assassinat et exposant ses contestations du rapport Warren.
En 2013, Patrick Jeudy réalise Dallas, une journée particulière pour Arte.
Le documentaire JFK, autopsie d'un complot de Bernard Nicolas et William Reymond, laisse entendre que la thèse officielle selon laquelle Oswald serait le seul assassin de Kennedy est fausse.

### Littérature
Dossier Kennedy est le sixième roman de la série SAS, écrit par Gérard de Villiers, publié en 1967 chez Plon / Presses de la Cité. L'auteur remet en cause les conclusions de la commission Warren. Le héros du récit, Malko Linge, prend connaissance d'un mémorandum secret établi par une personne inconnue qui a découvert que le président Kennedy, le 22 novembre 1963, avait été assassiné par les plus hautes autorités de l'État américain.
L'écrivain américain James Ellroy publie une trilogie intitulée Underworld USA. Celle-ci relate sous forme d'une fiction élaborée à partir de la réalité historique la vie politique des États-Unis de la fin des années 1950 au début des années 1970. L'ascension politique de John Kennedy est le fil conducteur du premier tome American Tabloïd. L'assassinat du président est l'élément de transition entre ce premier volume et le suivant American Death Trip. Celui-ci nous le présente sous l'angle de la conspiration entre mafieux s'inquiétant de l'acharnement du procureur Robert Francis Kennedy à les faire tomber, et une frange belliciste de l'administration des États-Unis, déçue par l'absence d'engagement fort du président contre la guerre du Viêt Nam et Cuba.
Le roman Libra de l'auteur nord-américain Don DeLillo retrace la vie de Lee Harvey Oswald depuis son enfance jusqu'à l'assassinat du président. Dans le roman, la C.I.A. est l'instigatrice de l'assassinat, qu'elle commandite dans le but de déclencher une guerre avec Cuba. Le livre mélange librement vérité et fiction, l'auteur ayant rappelé qu'il ne cherchait pas à fournir d'éléments nouveaux concernant les faits s'étant réellement déroulés.
La bande dessinée XIII reprend le thème de l'assassinat d'un président des États-Unis lors de circonstances semblables à celles de 1963.
L'assassinat est le sujet principal du tome 3, l'usurpateur de la série thriller politique intitulée La Main de Dieu : l'histoire secrète du FBI, bande dessinée en trois tomes de l'auteur Marc Védrines parue chez l'éditeur Glénat.
Le deuxième tome de la bande dessinée Umbrella Academy parle de cet événement. L'auteur de la série, Gerard Way (par ailleurs chanteur de My Chemical Romance) a d'ailleurs posé dans un photo-shoot reconstituant l'assassinat avec son épouse, la bassiste du groupe Mindless Self Indulgence, Lyn-Z.
Dans The Manhattan Projects Kennedy est victime d'un complot imaginé par Lyndon B. Johnson, Westmoreland agissant comme le tireur alors que la « balle magique » est contrôlée par Leslie Groves. Lee Harvey Oswald est un homme de paille.
Les tomes 4 à 8 du manga Billy Bat de Naoki Urasawa retracent l'assassinat de Kennedy du point de vue de plusieurs personnages, dont Lee Harvey Oswald, avant de l'évoquer de temps en temps dans les tomes suivants.
Stephen King publie en 2011 aux États-Unis un roman intitulé 22/11/63 qui revisite l'assassinat de John Fitzgerald Kennedy par le biais du voyage dans le temps.
En 2017, Marc Dugain, dans son roman Ils vont tuer Robert Kennedy, évoque, sans privilégier une thèse particulière et sans formaliser une théorie du complot, les nombreux ennemis de John F. Kennedy : la mafia, le complexe militaro-industriel, une partie de l'establishment ségrégationniste des États du Sud qui s'oppose à la politique de Kennedy en faveur de l'égalité raciale.
En 2023, Cédric Meletta, dans son ouvrage Le deuxième tireur - nouvelles révélations sur l'assassinat de JFK, évoque la thèse d'un deuxième tireur qui serait le franco-mexicain Henry Pugibet. Celui-ci aurait eu une vie pour le moins aventureuse : pilote de chasse, agent pour le compte des services secrets américains et mexicains, industriel, responsable de la police politique dominicaine du dictateur Trujillo et tueur à gages s'étant trouvé à Dallas le 22 novembre 1963, où John Fitzgerald Kennedy sera abattu.
En 1967, Alan Wright, un ancien agent du FBI ayant notamment travaillé pour Trujillo et détenu pour une longue peine à la prison de Leavenworth, a tenté, via son épouse, d'entrer en contact avec le bureau du Procureur de la Nouvelle-Orléans, Jim Garrison, car il disait être capable de nommer l'un des tireurs en échange d'une réduction de peine. L'enquêteur chargé de recueillir ses déclarations, en fait, une "taupe" placée là pour connaître l'étendue des investigations, n'effectuera pas sa mission et disparaîtra du jour au lendemain après avoir des fait des copies du dossier d'accusation.
En 1969, après le procès Shaw, il sera finalement entendu par Bernard Fensterwald, un enquêteur du HSCA. Wright désignera Ernesto Pujiet (l'un des alias utilisés par Henry Pugibet) comme le tireur du Grassy Knoll. Il fournira également diverses informations que Pujibet, sur son lit de mort, donnera également à l'un des membres de sa famille avant de s'éteindre quelques jours plus tard.

### Autres médias
Le clip Coma White du groupe Marilyn Manson s'inspire des images de John F. Kennedy et son épouse dans leur voiture le 22 novembre 1963 à Dallas.
Le clip Reload de Ministry reprend de manière parodique cette scène du couple présidentiel dans la voiture décapotable, ainsi que le point de vue du tireur. De même, la chanteuse Lana Del Rey interprète la vie de Kennedy (représenté par le chanteur Asap Rocky) et son assassinat dans son clip National Anthem.
En 1980, dans son 3e album solo (dit Melt), l'artiste anglais Peter Gabriel évoque l'assassinat de J.F.K. (ainsi que l'attentat contre George Wallace) sous le titre Family Snapshot : on y découvre l'état d'esprit de l'assassin, son souhait de « devenir quelqu'un ». La mélodie s'avère étonnamment évocatrice d'un crescendo dramaturgique.[pas clair]
En 2004 sort le jeu vidéo JFK: Reloaded, un FPS avec Oswald en point de vue qui se veut une reconstitution fidèle de l'assassinat. Sa sortie fit polémique jusqu'au Congrès.
J.F.K. figure dans le jeu vidéo Call of Duty: Black Ops : Alex Mason (un personnage fictif incarné par le joueur) devient l'assassin du président Kennedy.
Dans le jeu vidéo Assassin's Creed II, l'Ordre des Templiers est responsable de l'assassinat du président Kennedy par l'intermédiaire de ses trois agents que seraient : Lee Harvey Oswald, Abraham Zapruder et William Greer (en). Le but du complot est de placer au pouvoir le vice-président Lyndon B. Johnson, également un Templier, et de lancer le programme Apollo afin de récupérer une Pièce d'Éden sur la Lune.

#### En anglais
- Josiah Thompson, Six Seconds in Dallas. A Microstudy of the Kennedy Assassination, New York, Bernard Geis, 1967 (thèse du complot).
- Sylvia Meagher, Accessories after the Fact, 1967 (le rapport Warren critiqué à partir des 26 volumes de ses propres annexes).
- (en) Anthony Summers, The Kennedy Conspiracy, 1980 (nouvelle édition : Not in Your Lifetime, 2013)  (ISBN 0-7515-1840-9) (thèse du complot).
- (en) Michael L Kurtz, Crime of the Century, 1982,  (ISBN 0-87049-824-X) (thèse du complot).
- (en) Robert J. Groden and Harrison Edward Livingstone, High Treason, The Assassination of President Kennedy and The New Evidence of Conspiracy, Berkley Books New York, 1989.
- Jim Marrs, Crossfire. The Plot That Killed Kennedy, New York, Caroll & Graf, 1990.
- (en) Gerald Posner, Case Closed, 1993  (ISBN 1-4000-3462-0) (thèse du tireur solitaire, livre qui fait autorité selon l'historien Robert Dallek[173]).
- Richard B. Trask, Pictures of the Pain : Photography and the assassination of President Kennedy, Yeoman Press, 1994.
- David R. Wrone, The Zapruder Film. Reframing JFK's Assassination, Lawrence, University Press of Kansas, 2003  (ISBN 0-7006-1291-2).
- (en) Vincent Bugliosi, Reclaiming History - The Assassination of President John F. Kennedy, W.W.Norton & Company, 2007  (ISBN 978-0-393-04525-3) (thèse du tireur solitaire).
- (en) Brad O’Leary et L.E. Seymour, Triangle of Death: The Shocking Truth About the Role of South Vietnam and the French Mafia in the Assassination of JFK, Paperback – November 10, 2009
- Josiah Thompson, Last Second in Dallas, University Press of Kansas, 2021.